# FC Augsburg

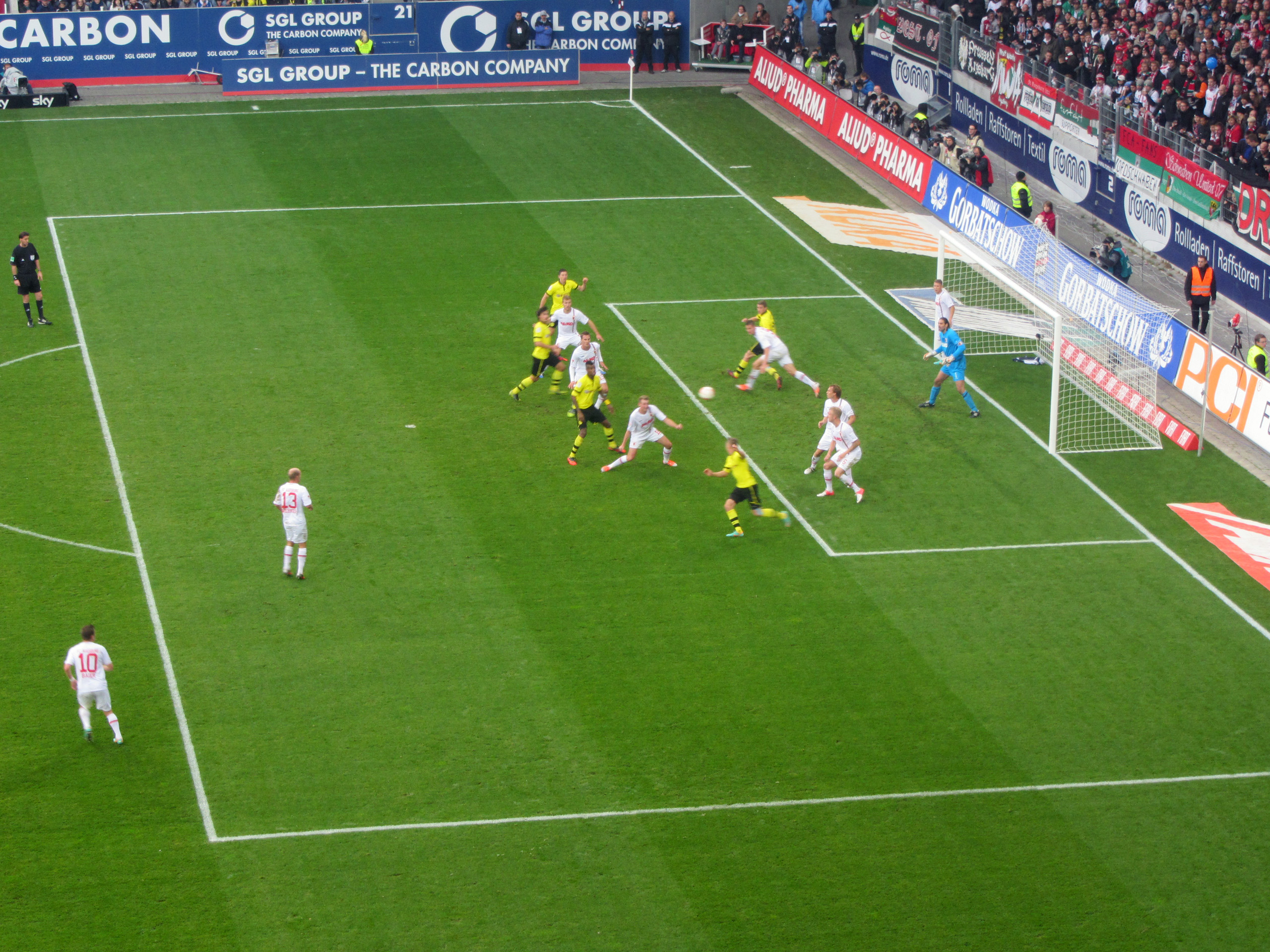
Heimspiel des FC Augsburg (weiße Trikots) gegen Borussia Dortmund, 9. November 2012

Der FC Augsburg (offiziell Fußball-Club Augsburg 1907 e. V., kurz FCA) ist ein Sportverein aus Augsburg in Bayern.
Der Verein ging im Jahr 1969 aus der Fusion des BC Augsburg, der am 8. August 1907 unter dem Namen FC Alemannia gegründet worden war, mit der Lizenzspieler-Abteilung des TSV Schwaben Augsburg hervor. Der Club gliedert sich in den Hauptverein Fußball-Club Augsburg 1907 e. V., die ausgegliederte Profifußball-Abteilung Fußball-Club Augsburg 1907 GmbH & Co. KGaA sowie die ausgegliederte Skiabteilung Ski- und Bergfreunde des FCA e. V. Die Vereinsfarben sind Rot, Grün und Weiß; auf dem Vereinslogo ist die Zirbelnuss abgebildet, die dem Stadtwappen entnommen wurde. Der FC Augsburg ist mit 28.481 Mitgliedern (Stand: 28. Juli 2025) einer der 30 größten Sportvereine in Deutschland. Zu den bekanntesten Persönlichkeiten der Vereinsgeschichte zählen die Trainer Max Merkel, Thomas Tuchel und Armin Veh sowie die Spieler Ulrich Biesinger, Karl-Heinz Riedle, Bernd Schuster und Helmut Haller. Als größte Erfolge der Vereinsgeschichte gelten der Aufstieg in die Bundesliga im Jahr 2011 sowie der Einzug in die Europa League im Jahr 2015.
Die erste Mannschaft des FCA spielt seit der Saison 2011/12 in der Bundesliga und belegt in deren Ewiger Tabelle Platz 27. Die zweite Mannschaft nimmt am Spielbetrieb der Regionalliga Bayern teil, außerdem existieren eine Frauen- und eine Juniorenabteilung sowie eine Traditionsmannschaft. Die erste Mannschaft trägt ihre Heimspiele in der WWK-Arena aus. Weitere Spielorte des FCA sind das Rosenaustadion und die Bezirkssportanlage Paul Renz.

## Geschichte

### 1907–1909: Gründung und Anfänge

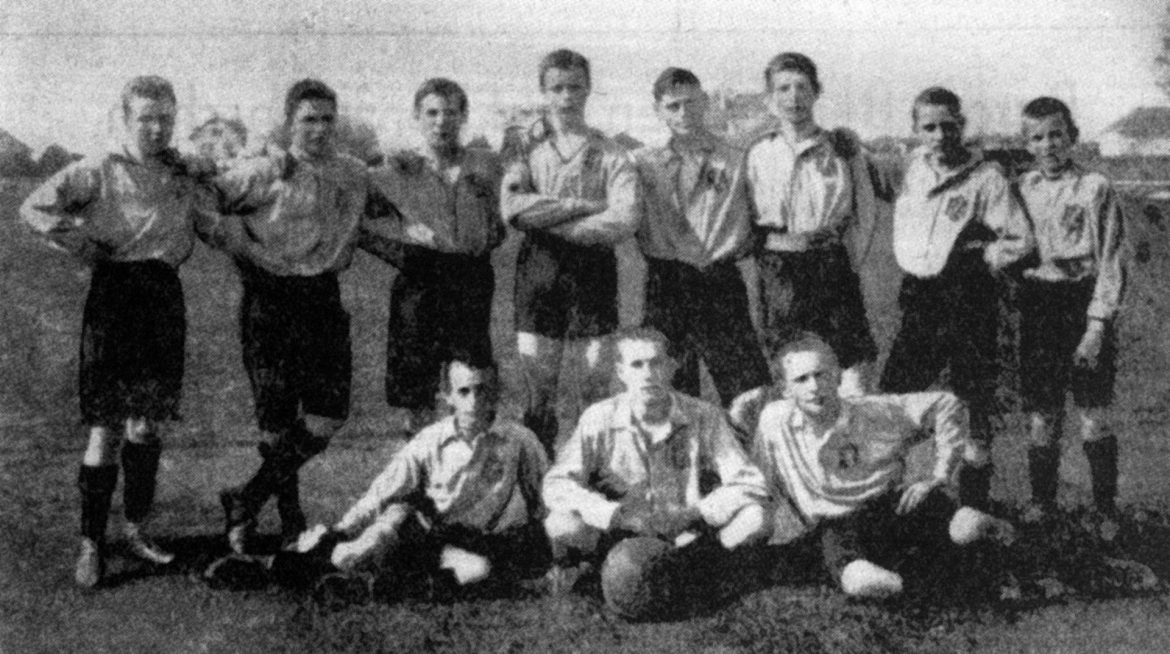
Mannschaftsfoto des FC Alemannia im Jahr 1907

Anfang des 20. Jahrhunderts existierte in Augsburg mit dem MTV Augsburg bereits ein Verein mit einer großen Fußballabteilung. Dieser Verein wurde 1889 von ehemaligen Mitgliedern des TV Augsburg gegründet und trug seine Spiele im Augsburger Galgental im heutigen Stadtteil Kriegshaber aus.
Die Spiele dieses Vereins begeisterten knapp 30 Personen so sehr, dass sie am 8. August 1907, dem Tag des Augsburger Hohen Friedensfestes, mit dem Fußball-Club Alemannia den ersten Vorgängerverein des heutigen FCA gründeten. Zum Vorsitzenden des Vereins wurde Fritz Käferlein gewählt, der Mitgliedsbeitrag wurde auf 30 Pfennige festgesetzt. Die Spiele wurden zunächst am Nordrand des Großen Exerzierplatzes in Augsburg-Oberhausen ausgetragen, die Spielkleidung bestand aus einem weißen Hemd und einer schwarzen Hose. Das erste Spiel fand am 20. Oktober 1907 statt.
Am 4. Februar 1908 wurde in der Stadt mit dem FC Augsburg ein weiterer Fußballverein gegründet, er trug den heutigen Namen des FCA. Die Alemannen trugen in diesem Jahr Spiele gegen mehrere Augsburger Vereine aus, waren dabei aber in der Regel chancenlos. Eine 0:27-Pleite gegen den TV Augsburg ging als höchste Niederlage in die noch junge Vereinsgeschichte ein.

### 1909–1914: Vor dem Ersten Weltkrieg
| Saison  | Liga              | Ebene | Platz | Kader |
| ------- | ----------------- | ----- | ----- | ----- |
| 1910/11 | B-Klasse Donaugau | II    |       |       |
| 1911/12 | B-Klasse Donaugau | II    |       |       |
| 1912/13 | B-Klasse Donaugau | III   | 1     |       |
| 1913/14 | B-Klasse Donaugau | III   |       |       |

Anfang 1909 verbot die Militärbehörde den Spielbetrieb auf dem Großen Exerzierplatz. Daraufhin wandten sich die Alemannen mit der Bitte um Zuweisung eines Spielgeländes an den Magistrat der Stadt Augsburg, diese Bitte wurde jedoch am 4. Mai 1909 abgelehnt. Da damit eine Spielstätte fehlte, verließen in der folgenden Woche zahlreiche Spieler den Verein, sodass man sich gezwungen sah, am 11. Mai 1909 eine außerordentliche Versammlung einzuberufen. Unter der Leitung von Martin Mahler, Josef Kammer und Xaver Kraus beschloss man, sich dem TV Oberhausen anzuschließen und trat von nun an unter dem Namen Spielabteilung Turnverein Oberhausen an. Die Sportplatz-Frage war nun gelöst, die Spiele wurden auf einer Wiese im heutigen Stadtteil Bärenkeller ausgetragen. Am 25. September 1909 beschloss man, fortan nicht mehr in weißen, sondern in hellblauen Trikots anzutreten. Am 12. Oktober 1909 wurde der neue Platz an der „Gersthofer Straße“ eingeweiht, auf dem die Spielabteilung von nun an ihre Spiele austrug. Im folgenden Jahr nahm die Spielabteilung den Punktspiel-Betrieb auf und startete erstmals in der zweitklassigen B-Klasse Donaugau.
In der Saison 1912/13 feierte die Spielabteilung mit der Meisterschaft in der B-Klasse Donaugau ihren ersten Titel, scheiterte aber in den Aufstiegsspielen an der TG München.
Am 28. Juli 1914 trat die Spielabteilung dem Deutschen Fußball-Bund bei.

### 1914–1918: Erster Weltkrieg
| Saison  | Liga                        | Ebene                       | Platz                       | Kader                       |
| ------- | --------------------------- | --------------------------- | --------------------------- | --------------------------- |
| 1914/15 | kein regulärer Spielbetrieb | kein regulärer Spielbetrieb | kein regulärer Spielbetrieb | kein regulärer Spielbetrieb |
| 1915/16 | kein regulärer Spielbetrieb | kein regulärer Spielbetrieb | kein regulärer Spielbetrieb | kein regulärer Spielbetrieb |
| 1916/17 | kein regulärer Spielbetrieb | kein regulärer Spielbetrieb | kein regulärer Spielbetrieb | kein regulärer Spielbetrieb |
| 1917/18 | kein regulärer Spielbetrieb | kein regulärer Spielbetrieb | kein regulärer Spielbetrieb | kein regulärer Spielbetrieb |

Der Erste Weltkrieg dauerte von 1914 bis 1918. 22 Mitglieder des TVO starben an der Front.
Im Jahr 1915 wurde in Augsburg eine „Gaukriegsmeisterschaft“ ausgetragen, bei der der TVO gegen den TV Göggingen sowie die KSG MTV/SV Augsburg gewann und gegen den FC Augsburg verlor. Im Jahr 1916 wurde ein Turnier namens „Eiserner Fußball“ ausgetragen, bei dem sich der TVO in der Augsburger Gruppe nicht durchsetzen konnte. Im Jahr 1917 wurde im Donaugau eine „Gaukriegsmeisterschaft“ ausgetragen, bei der der TVO zunächst in der Frühjahrsrunde und später auch in der Herbstrunde siegte. Im Jahr 1918 verlor der TVO als Vertreter des Donaugaus im Halbfinale der „Ostkreismeisterschaft“ gegen den FC Bayern München als Vertreter von Oberbayern.

### 1918–1921: Nach dem Ersten Weltkrieg
| Saison  | Liga                        | Ebene                       | Platz                       | Kader                       |
| ------- | --------------------------- | --------------------------- | --------------------------- | --------------------------- |
| 1918/19 | kein regulärer Spielbetrieb | kein regulärer Spielbetrieb | kein regulärer Spielbetrieb | kein regulärer Spielbetrieb |
| 1919/20 | A-Klasse Schwaben           | II                          | 1                           |                             |
| 1920/21 | Kreisliga Südbayern         | I                           | 9                           |                             |

Im Jahr 1919 fusionierte der TV Oberhausen mit dem TV Augsburg II und die „Spielmannschaft des Turnvereins Oberhausen“ benannte sich um in „Ballspiel-Club Augsburg im Turnverein gegründet 1871“. Außerdem wurde erstmals eine Jugendabteilung gegründet. Im September konnte sich der BCA in der Augsburger Qualifikationsrunde für die Kreisliga Südbayern nicht durchsetzen und startete folglich in der Saison 1919/20 in der A-Klasse Schwaben. Dort feierte der BCA zunächst die Meisterschaft und später den Aufstieg in die Kreisliga Südbayern.

### 1921–1939: Vor dem Zweiten Weltkrieg
| Saison  | Liga                      | Ebene | Platz | Kader |
| ------- | ------------------------- | ----- | ----- | ----- |
| 1921/22 | Kreisliga Südbayern II    | I     | 7     |       |
| 1922/23 | Befähigungsliga Südbayern | II    | 2     |       |
| 1923/24 | Kreisliga Schwaben        | II    | 4     |       |
| 1924/25 | Kreisliga Schwaben        | II    | 4     |       |
| 1925/26 | Kreisliga Schwaben        | II    | 2     |       |
| 1926/27 | Kreisliga Schwaben        | II    | 3     |       |
| 1927/28 | Kreisliga Schwaben        | II    | 1     |       |
| 1928/29 | Kreisliga Schwaben        | II    | 1     |       |
| 1929/30 | Kreisliga Schwaben        | II    | 2     |       |
| 1930/31 | Kreisliga Schwaben        | II    | 3     |       |
| 1931/32 | Kreisliga Schwaben        | II    | 1     |       |
| 1932/33 | Kreisliga Schwaben        | II    | 1     |       |
| 1933/34 | Bezirksklasse Schwaben    | II    | 1     |       |
| 1934/35 | Gauliga Bayern            | I     | 7     |       |
| 1935/36 | Gauliga Bayern            | I     | 5     |       |
| 1936/37 | Gauliga Bayern            | I     | 5     |       |
| 1937/38 | Gauliga Bayern            | I     | 6     |       |
| 1938/39 | Gauliga Bayern            | I     | 8     |       |

Am 30. August 1921 fand unter der Leitung von Ludwig Hillenbrand in der Gaststätte „Hohes Meer“ eine außerordentliche Mitgliederversammlung statt. Diese beschloss die Trennung vom TSV 1871 Augsburg und legte als neuen Namen BC Augsburg fest. Das Vereinslokal war ab dieser Zeit die Gaststätte „Gleich“. In der Saison 1921/22 fehlte dem BCA mit Hans Lang, der zu Saisonbeginn zur SpVgg Fürth gewechselt war, ein wichtiger Spieler und so stieg der Verein am Ende der Saison in die Südbayerische Befähigungsliga ab.
Im Jahr 1924 gründete der BCA als einer der ersten Vereine in Schwaben eine Schülerabteilung. Ein Jahr später fusionierte der SV Schwaben, der sich im Vorjahr vom TV 1847 Augsburg abgespalten hatte, mit dem SSV Augsburg, der 1908 als FC Augsburg gegründet worden war, zum SSV Schwaben Augsburg.
Zum 1. Mai 1927 wurde Hans Semmler als erster hauptamtlicher Trainer des BCA eingestellt. Sein Aufgabenbereich umfasste zu dieser Zeit auch noch die Reserve-, Jugend- und Schülermannschaften. Semmler führte den BCA in den Spielzeiten 1927/28 und 1928/29 jeweils zum Meistertitel in der Kreisliga Schwaben, der Verein scheiterte aber in beiden Jahren in der Aufstiegsrunde.
Die Saison 1931/32 beendete der BCA mit nur einer Niederlage erneut auf Tabellenplatz eins. Das 25-jährige Vereinsjubiläum im Sommer wurde aufgrund der hohen Arbeitslosigkeit unter den Mitgliedern nicht gefeiert. Auch in der folgenden Saison wurde der BCA Meister der Kreisliga Schwaben und hätte sich erstmals seit 1922 wieder für die höchste Spielklasse qualifiziert, allerdings folgte im Sommer 1933 die Umstrukturierung des Ligasystems durch die Nationalsozialisten, die inzwischen die Macht ergriffen hatten, sodass dem Verein der Aufstieg erneut verwehrt blieb. In der Saison 1933/34, der ersten nach Einführung der Gauligen als neue höchste Spielklassen, startete der BCA somit in der zweitklassigen Bezirksklasse Schwaben. Am Ende der Saison konnte der Verein die Meisterschaft feiern und stieg schließlich in die Gauliga Bayern auf. Nachdem der BCA in der folgenden Saison durch eine starke Rückrunde doch noch den Klassenerhalt geschafft hatte, schloss sich dem Verein im Sommer 1935 mit dem SV Kriegshaber ein alter Rivale an, was die Stellung des BCA in Augsburg nachhaltig stärken sollte.
Im Jahr 1938 schloss sich mit dem TSV Stadtbach ein weiterer Verein dem BCA an.

### 1939–1945: Zweiter Weltkrieg
| Saison  | Liga               | Ebene | Platz | Kader |
| ------- | ------------------ | ----- | ----- | ----- |
| 1939/40 | Gauliga Bayern     | I     | 2     |       |
| 1940/41 | Gauliga Bayern     | I     | 3     |       |
| 1941/42 | Gauliga Bayern     | I     | 6     |       |
| 1942/43 | Gauliga Südbayern  | I     | 2     |       |
| 1943/44 | Gauliga Südbayern  | I     | 2     |       |
| 1944/45 | Gauklasse Schwaben | I     | -     |       |

Nach dem Beginn des Zweiten Weltkriegs schlossen sich der BC Augsburg und der SSV Schwaben Augsburg zunächst zu einer Kriegssportgemeinschaft zusammen. Diese wurde jedoch am 18. November 1939 zwangsaufgelöst, sodass Ernst Lehner, der Star des bisherigen Stadtrivalen, nur zu wenigen Einsätzen im Trikot des BCA kam. Dennoch übernahm der BC Augsburg am 10. Dezember 1939 durch einen 2:1-Sieg bei Jahn Regensburg erstmals in seiner Vereinsgeschichte die Tabellenführung in der Gauliga Bayern. Am Ende der Saison wurde der Verein Vizemeister hinter dem 1. FC Nürnberg. In der folgenden Saison gewann der BCA u. a. beim späteren Meister TSV 1860 München mit 5:4 und belegte am Ende der Saison den dritten Tabellenplatz.
Im Jahr 1941 entstand durch die Fusion des TV 1847 Augsburg mit dem SSV Schwaben Augsburg zum TSV Schwaben Augsburg ein neuer Augsburger Verein, der sich in den folgenden Jahren zum bedeutendsten Lokalrivalen des BCA entwickeln sollte. Im Laufe der Saison 1941/42 fielen zahlreiche BCA-Spieler im Krieg. Zur folgenden Saison wurde die Gauliga Bayern kriegsbedingt in eine Nord- und eine Südstaffel geteilt, was dem BCA zur Vizemeisterschaft in der Gauliga Südbayern hinter 1860 München verhelfen sollte.
In der Saison 1943/44 bildeten der BCA und die Post-SG Augsburg die Kriegsspielgemeinschaft BC/Post Augsburg, da es beiden Vereinen aufgrund des Zweiten Weltkriegs an Spielern mangelte. Die KSG übernahm dabei den Platz des BCA in der Gauliga Südbayern. Am Ende der Saison wurde die KSG, deren Stürmer Willy Dzirastek Torschützen-König wurde, Vizemeister hinter Bayern München, die sie in der Rückrunde mit 5:2 besiegt hatten. Zur folgenden Saison wurde die Gauliga Bayern kriegsbedingt noch weiter aufgeteilt. Die KSG trat in der Gauklasse Schwaben, einer von insgesamt sechs Staffeln, an und kämpfte mit dem Lokalrivalen Schwaben Augsburg um die Meisterschaft, die Saison wurde aber aufgrund der Umstände in der Endphase des Zweiten Weltkriegs abgebrochen.

### 1945–1969: Nach dem Zweiten Weltkrieg
| Saison  | Liga                  | Ebene | Platz | Kader |
| ------- | --------------------- | ----- | ----- | ----- |
| 1945/46 | Oberliga Süd          | I     | 8     |       |
| 1946/47 | Oberliga Süd          | I     | 17    |       |
| 1947/48 | Landesliga Südbayern  | II    | 1     |       |
| 1948/49 | Oberliga Süd          | I     | 14    |       |
| 1949/50 | Oberliga Süd          | I     | 11    |       |
| 1950/51 | Oberliga Süd          | I     | 16    |       |
| 1951/52 | II. Division Süd      | II    | 2     |       |
| 1952/53 | Oberliga Süd          | I     | 10    |       |
| 1953/54 | Oberliga Süd          | I     | 12    |       |
| 1954/55 | Oberliga Süd          | I     | 7     |       |
| 1955/56 | Oberliga Süd          | I     | 11    |       |
| 1956/57 | Oberliga Süd          | I     | 13    |       |
| 1957/58 | Oberliga Süd          | I     | 12    |       |
| 1958/59 | Oberliga Süd          | I     | 15    |       |
| 1959/60 | II. Division Süd      | II    | 6     |       |
| 1960/61 | II. Division Süd      | II    | 1     |       |
| 1961/62 | Oberliga Süd          | I     | 11    |       |
| 1962/63 | Oberliga Süd          | I     | 16    |       |
| 1963/64 | Regionalliga Süd      | II    | 19    |       |
| 1964/65 | 1. Amateurliga Bayern | III   | 2     |       |
| 1965/66 | 1. Amateurliga Bayern | III   | 1     |       |
| 1966/67 | Regionalliga Süd      | II    | 16    |       |
| 1967/68 | 1. Amateurliga Bayern | III   | 16    |       |
| 1968/69 | 1. Amateurliga Bayern | III   | 2     |       |

Nach dem Ende des Zweiten Weltkriegs wurde die Kriegsspielgemeinschaft mit der Post-SG Augsburg wieder aufgelöst. In der Saison 1945/46, der ersten nach Einführung der Oberligen als neue höchste Spielklassen, startete der BCA in der Oberliga Süd und beendete die Saison auf Tabellenplatz acht. Am 29. September 1946 wurde das neu errichtete BCA-Stadion in Oberhausen eröffnet. Bei diesem handelte es sich um ein Fußballstadion mit einer Holztribüne, die Kegelbahn genannt wurde, es hatte eine Kapazität von 20.000 Plätzen. Das zugehörige Vereinslokal wurde Gifthütte genannt. Das erste Spiel im neuen Stadion verlor der BCA mit 2:4 gegen den VfB Stuttgart. Am Ende der Saison 1946/47 belegte der Verein den 17. Tabellenplatz und stieg damit in die zweitklassige Bayernliga Süd ab. In der folgenden Saison wurde der BCA Meister der Bayernliga Süd und errang im direkten Vergleich mit dem Meister der Bayernliga Nord, dem 1. FC 01 Bamberg, die bayerische Meisterschaft. Somit gelang dem Verein der sofortige Wiederaufstieg in die Oberliga Süd.
Die Saison 1950/51 beendete der BCA auf Tabellenplatz 16 und stieg damit in die II. Division Süd ab. Im Jahr 1951 feierte der Verein allerdings auch den Gewinn des bayerischen Pokals, an dem in diesem Jahr zum ersten und einzigen Mal auch Nicht-Amateurvereine teilnehmen durften. Am 16. September 1951 wurde das neu errichtete Rosenaustadion im Augsburger Antonsviertel eröffnet. Bei diesem handelt es sich um ein klassisches Fußballstadion mit Laufbahn, es hat eine Kapazität von 31.000 Plätzen. Am Ende der Saison belegte der BCA den zweiten Tabellenplatz und schaffte dadurch erneut den sofortigen Wiederaufstieg in die Oberliga Süd.
In der Saison 1958/59 belegte der BCA trotz des stark spielenden Helmut Haller, der im September sein Debüt in der Nationalmannschaft gab, nur den 15. Tabellenplatz und stieg damit wieder in die II. Division Süd ab.
Zwei Jahre später wurde der BCA Meister der II. Division Süd und stieg dadurch wieder in die Oberliga Süd auf.
In der Saison 1962/63 fehlte dem BCA mit Helmut Haller, der im Sommer als einer der ersten deutschen Fußballer nach Italien zum FC Bologna gewechselt war, ein wichtiger Spieler. So beendete der BCA die Saison nur auf Tabellenplatz 16 und stieg damit in die Regionalliga Süd ab, welche die II. Division als zweithöchste Spielklasse ablöste. In der folgenden Saison belegte der Verein den 19. Tabellenplatz und wurde dadurch in die drittklassige Bayernliga durchgereicht.
In der Saison 1964/65 wurde der BCA Vizemeister der Bayernliga, im Jahr darauf konnte der Verein die Meisterschaft feiern und stieg dadurch wieder in die Regionalliga Süd auf. Die Saison 1966/67 beendete der Verein auf Tabellenplatz 16 und stieg dadurch erneut in die Bayernliga ab.
Zwei Jahre später wurde der BCA erneut Vizemeister der Bayernliga und verpasste damit nur knapp den Aufstieg in die zweitklassige Regionalliga Süd.

### 1969–1979: Aus der dritten in die zweite Liga
| Saison  | Liga                  | Ebene | Platz | Kader |
| ------- | --------------------- | ----- | ----- | ----- |
| 1969/70 | 1. Amateurliga Bayern | III   | 4     |       |
| 1970/71 | 1. Amateurliga Bayern | III   | 3     |       |
| 1971/72 | 1. Amateurliga Bayern | III   | 8     |       |
| 1972/73 | 1. Amateurliga Bayern | III   | 1     |       |
| 1973/74 | Regionalliga Süd      | II    | 1     |       |
| 1974/75 | 2. Bundesliga Süd     | II    | 12    |       |
| 1975/76 | 2. Bundesliga Süd     | II    | 15    |       |
| 1976/77 | 2. Bundesliga Süd     | II    | 9     |       |
| 1977/78 | 2. Bundesliga Süd     | II    | 14    |       |
| 1978/79 | 2. Bundesliga Süd     | II    | 18    |       |

Am 15. Juli 1969 fusionierte der BCA mit der Lizenzspieler-Abteilung des Lokalrivalen Schwaben Augsburg zum Fußball-Club Augsburg 1907, da es seit Einführung der Bundesliga als eingleisige höchste Spielklasse 1963 unmöglich schien, zukünftig in einer Stadt zwei Vereine im höherklassigen Fußball langfristig zu etablieren. Die weiterhin bestehende Amateurfußball-Abteilung der Schwaben verpflichtete sich, einen Aufstieg in den Profifußball für die Zukunft auszuschließen.
In der Saison 1972/73 feierte der FCA schließlich die Meisterschaft in der Bayernliga und stieg dadurch wieder in die zweitklassige Regionalliga Süd auf. In der folgenden Saison kehrte der mittlerweile als Weltstar angesehene Helmut Haller zurück an den Lech, löste in der Fuggerstadt eine in diesem Ausmaß noch nie dagewesene Fußballbegeisterung aus und wurde zu dem Gesicht des neuen FCA. Völlig überraschend holte der Regionalliga-Neuling FCA am Ende der Saison 1973/74 den Meistertitel und scheiterte erst in der Aufstiegsrunde zur Bundesliga. Im folgenden Jahr startete der Verein deshalb in der Südstaffel der 2. Bundesliga, die die Regionalligen als zweithöchste Spielklasse ablöste. Nach dem Meister-Titel waren die Erwartungen zu groß; in der Saison 1974/75 konnte die Mannschaft sich nicht in der Spitzengruppe etablieren, so dass die Zuschauerzahlen massiv einbrachen und sogar die Eintrittspreise herabgesetzt wurden. Am Ende reichte es nur zu Platz 12. Erfolgstrainer Milovan Beljin ging und wurde zum Saisonbeginn 1975/76 durch Volker Kottmann abgelöst. Der 15. Platz bewahrte den FCA nur knapp vor dem Abstieg. Idol Helmut Haller verließ den Verein vor Beginn der Saison 1976/77 und wechselte zum Neuling BSV Schwenningen, kehrte aber 1977/78 noch einmal für eine Saison zum FC Augsburg zurück.
Die Saison 1978/79 beendete der FCA auf Tabellenplatz 18 und stieg damit wieder in die drittklassige Bayernliga ab.

### 1979–2000: Aus der zweiten in die vierte Liga
| Saison  | Liga              | Ebene | Platz | Kader |
| ------- | ----------------- | ----- | ----- | ----- |
| 1979/80 | Bayernliga        | III   | 1     |       |
| 1980/81 | 2. Bundesliga Süd | II    | 18    |       |
| 1981/82 | Bayernliga        | III   | 1     |       |
| 1982/83 | 2. Bundesliga     | II    | 17    |       |
| 1983/84 | Bayernliga        | III   | 7     |       |
| 1984/85 | Bayernliga        | III   | 2     |       |
| 1985/86 | Bayernliga        | III   | 3     |       |
| 1986/87 | Bayernliga        | III   | 6     |       |
| 1987/88 | Bayernliga        | III   | 6     |       |
| 1988/89 | Bayernliga        | III   | 4     |       |
| 1989/90 | Bayernliga        | III   | 3     |       |
| 1990/91 | Bayernliga        | III   | 8     |       |
| 1991/92 | Bayernliga        | III   | 4     |       |
| 1992/93 | Bayernliga        | III   | 6     |       |
| 1993/94 | Bayernliga        | III   | 1     |       |
| 1994/95 | Regionalliga Süd  | III   | 9     |       |
| 1995/96 | Regionalliga Süd  | III   | 11    |       |
| 1996/97 | Regionalliga Süd  | III   | 11    |       |
| 1997/98 | Regionalliga Süd  | III   | 10    |       |
| 1998/99 | Regionalliga Süd  | III   | 14    |       |
| 1999/00 | Regionalliga Süd  | III   | 8     |       |

Auf den direkten Wiederaufstieg 1979/80 folgte der erneute Abstieg 1980/81. In der folgenden Saison wurde der FCA wiederum Meister der Bayernliga und setzte sich in der Aufstiegsrunde zur inzwischen eingleisigen 2. Bundesliga durch. Doch auch in der Saison 1982/83 konnte der Verein die Klasse nicht halten und stieg erneut in die drittklassige Bayernliga ab.
In der Saison 1984/85 wurde der FCA Vizemeister der Bayernliga und qualifizierte sich dadurch für die deutsche Amateurmeisterschaft.
Zwei Jahre später mussten die Fuggerstädter in der 1. Runde des DFB-Pokals beim ewigen Rivalen 1860 München antreten und konnte diesen durch einen 5:1-Erfolg in die Schranken weisen. In der 2. Runde empfing der FCA den Hamburger SV im Rosenaustadion, man verlor zwar nach einem kämpferischen Auftritt mit 1:2, doch das Spiel ging dennoch in die Fußball-Geschichtsbücher ein, weil HSV-Torhüter Uli Stein die rote Karte sah, nachdem er den Augsburger Fans, die ihn zuvor provoziert hatten, den Stinkefinger gezeigt hatte.
In der Saison 1990/91 feierten die A-Junioren von Trainer Heiner Schuhmann den Gewinn des DFB-Junioren-Vereinspokals. Diesen Titel konnten sie in der folgenden Saison verteidigen. In der Saison 1992/93 gewannen die A-Junioren das Finale um die deutsche Meisterschaft der A-Junioren vor 12.000 Zuschauern im Rosenaustadion gegen den 1. FC Kaiserslautern mit 3:1.
In der folgenden Saison wurde die erste Mannschaft unter Trainer Armin Veh Meister der Bayernliga, verpasste aber in der Aufstiegsrunde den Aufstieg in die 2. Bundesliga knapp gegen Fortuna Düsseldorf. Die A-Junioren gewannen erneut den DFB-Junioren-Vereinspokal, den sie auch in der Saison 1994/95 verteidigen konnten.
In der Saison 1999/2000 wurde der FCA Achter der Regionalliga Süd, die die Bayernliga 1994 als dritthöchste Spielklasse abgelöst hatte, und hätte sich dadurch für die von nun an nur noch zweigleisige Regionalliga, Gruppe Süd, qualifiziert. Der DFB verweigerte dem FCA nach dem Rückzug dessen Hauptsponsors aber die Lizenz für die neue Saison, da der Verein die finanziellen Kriterien für eine Lizenz nicht erfüllte, sodass der FCA in die viertklassige Bayernliga absteigen musste.

### 2000–2011: Aus der Bayernliga in die Bundesliga
| Saison  | Liga             | Ebene | Platz | Kader |
| ------- | ---------------- | ----- | ----- | ----- |
| 2000/01 | Bayernliga       | IV    | 4     |       |
| 2001/02 | Bayernliga       | IV    | 1     |       |
| 2002/03 | Regionalliga Süd | III   | 3     |       |
| 2003/04 | Regionalliga Süd | III   | 4     |       |
| 2004/05 | Regionalliga Süd | III   | 4     |       |
| 2005/06 | Regionalliga Süd | III   | 1     |       |
| 2006/07 | 2. Bundesliga    | II    | 7     |       |
| 2007/08 | 2. Bundesliga    | II    | 14    |       |
| 2008/09 | 2. Bundesliga    | II    | 11    |       |
| 2009/10 | 2. Bundesliga    | II    | 3     |       |
| 2010/11 | 2. Bundesliga    | II    | 2     |       |

Im Jahr 2000 begann durch den Einstieg einer Investorengruppe rund um den ehemaligen Textilunternehmer Walther Seinsch, der das Präsidentenamt beim FCA übernahm, die wirtschaftliche Sanierung des FCA. In der Saison 2001/02 wurden die Fuggerstädter Meister der Bayernliga und schaffte dadurch den Wiederaufstieg in die drittklassige Regionalliga Süd.
In der Saison 2004/05 stand der FCA kurz vor dem Aufstieg in die 2. Bundesliga. Zur Rückkehr in den Profifußball nach 22 Jahren Abstinenz fehlte dem Verein lediglich noch ein Sieg am letzten Spieltag gegen Jahn Regensburg, doch die Gäste drehten in den Schlussminuten noch eine 1:0-Führung des FCA in eine 1:2-Niederlage. Das Spiel gilt als die bitterste Niederlage der jüngeren Vereinsgeschichte. In der folgenden Saison feierte der FCA aber schließlich die Meisterschaft in der Regionalliga Süd und stieg damit nach 23 Jahren im Amateurfußball wieder in die 2. Bundesliga auf. Der Profifußball-Spielbetrieb wurde daraufhin in eine GmbH & Co. KGaA ausgegliedert, unter dem neuen Manager Andreas Rettig wurde der Club in den folgenden Jahren deutlich professionalisiert.
Am 26. Juli 2009 wurde die neu errichtete Augsburg Arena, damals unter dem Namen impuls arena eröffnet. Bei dieser handelt es sich um eine moderne Fußballarena, sie hat eine Kapazität von 30.660 Plätzen und liegt zwischen den Augsburger Stadtteilen Göggingen und Universitätsviertel. Das Eröffnungsspiel gewann der FCA mit 2:0 gegen eine Schwaben-Auswahl. In der ersten Saison im neuen Stadion zog der Verein unter Trainer Jos Luhukay durch einen 2:0-Sieg im Viertelfinale gegen den Bundesligisten 1. FC Köln erstmals in seiner Vereinsgeschichte ins Halbfinale des DFB-Pokals ein. Dieses verlor der FCA bei Werder Bremen mit 0:2. Am Ende der Saison belegte der Verein zudem den dritten Tabellenplatz in der 2. Bundesliga, verlor aber die Relegationsspiele um den Aufstieg gegen den 1. FC Nürnberg.
In der folgenden Saison hatte der FCA am 33. Spieltag gegen den FSV Frankfurt erneut die Chance auf den Aufstieg. Die Gäste gingen bereits früh in Führung, doch Michael Thurk gelang noch vor der Halbzeit-Pause der Ausgleichstreffer. Für die Entscheidung sorgte schließlich in der 85. Spielminute Stephan Hain, dessen 2:1-Treffer für den FCA den erstmaligen Aufstieg in die Bundesliga bedeutete. Der Aufstieg ging als der bis dato größte Erfolg in die Vereinsgeschichte ein.

### Seit 2011: Etablierung in der Bundesliga
| Saison  | Liga       | Ebene | Platz | Kader |
| ------- | ---------- | ----- | ----- | ----- |
| 2011/12 | Bundesliga | I     | 14    | Kader |
| 2012/13 | Bundesliga | I     | 15    | Kader |
| 2013/14 | Bundesliga | I     | 8     | Kader |
| 2014/15 | Bundesliga | I     | 5     | Kader |
| 2015/16 | Bundesliga | I     | 12    | Kader |
| 2016/17 | Bundesliga | I     | 13    | Kader |
| 2017/18 | Bundesliga | I     | 12    | Kader |
| 2018/19 | Bundesliga | I     | 15    | Kader |
| 2019/20 | Bundesliga | I     | 15    | Kader |
| 2020/21 | Bundesliga | I     | 13    | Kader |
| 2021/22 | Bundesliga | I     | 14    | Kader |
| 2022/23 | Bundesliga | I     | 15    | Kader |
| 2023/24 | Bundesliga | I     | 11    | Kader |
| 2024/25 | Bundesliga | I     | 12    | Kader |

In der Saison 2011/12 spielte der FC Augsburg erstmals in der Bundesliga. Das erste Bundesliga-Spiel der Vereinsgeschichte bestritt der FCA am 6. August 2011 gegen den SC Freiburg. Das Spiel endete 2:2, Sascha Mölders erzielte das erste Bundesliga-Tor für die Fuggerstädter. Auf den ersten Sieg im Oberhaus musste der FCA jedoch bis zum neunten Spieltag warten, Jan-Ingwer Callsen-Bracker erzielte im Spiel beim 1. FSV Mainz 05 in der 88. Spielminute per Elfmeter den 1:0-Siegtreffer. Im DFB-Pokal schied Augsburg im Achtelfinale nach einer 1:2-Niederlage bei der TSG 1899 Hoffenheim aus. Nach der Bundesliga-Hinrunde lag der FCA auf Tabellenplatz 17, dem Bundesliga-Verein mit dem damals niedrigsten Etat drohte der Abstieg.
In der Winterpause kündigte Manager Andreas Rettig an, dass er den FCA im Sommer verlassen werde. In der Rückrunde wurde die Mannschaft u. a. um den Mittelfeldspieler Koo Ja-cheol verstärkt, der zusammen mit Daniel Baier und dem von Bayer 04 Leverkusen ausgeliehenen Hajime Hosogai entscheidend zum nun einkehrenden Erfolg des FCA beitrug. Durch ein 0:0-Unentschieden am 33. Spieltag bei Borussia Mönchengladbach sicherten sich die Fuggerstädter schließlich doch noch den Klassenerhalt. Nach Abschluss der Saison erklärte Trainer Jos Luhukay seinen Rücktritt, laut Medienberichten weil Rettigs Nachfolger als Manager, Manfred Paula, die Vertragsverlängerungen mit Luhukays Co-Trainern herauszögerte und ohne Absprache mit dem Trainer am Transfermarkt tätig wurde.
In der Saison 2012/13 übernahm Markus Weinzierl den Trainerposten. Bereits im Herbst wurde Manager Manfred Paula durch Jürgen Rollmann ersetzt, Paula wechselte in den Nachwuchsbereich. Im Achtelfinale des DFB-Pokals traf der FCA auf Bayern München und schied nach einer 0:2-Niederlage aus. Die Bundesliga-Hinrunde beendete der Verein mit nur neun Punkten erneut auf Tabellenplatz 17, woraufhin Manager Jürgen Rollmann durch Stefan Reuter ersetzt wurde. Daraufhin stellte Trainer Weinzierl, der in seinem Amt belassen wurde, die bisherige extrem defensive Spielweise um und setzte für die Rückrunde auf Offensivfußball. Reuter verpflichtete in der Winterpause mit André Hahn und dem vom AFC Sunderland ausgeliehenen Ji Dong-won zwei neue Leistungsträger im Offensivbereich, auch Torhüter Alexander Manninger und Spielmacher Daniel Baier spielten eine nicht für möglich gehalten starke Rückrunde, sodass der FCA durch einen 3:1-Sieg am letzten Spieltag gegen die SpVgg Greuther Fürth erneut den direkten Klassenerhalt feiern konnte, indem man erstmals in der Saison die Abstiegsplätze bzw. den Relegationsplatz verließ. Die neun Punkte aus der Hinrunde hatten einen Minusrekord für ein nicht abgestiegenes Team bedeutet, während die Ausbeute der Rückrunde einem Europacupaspiranten entsprach.
Zur folgenden Saison wurde das Augsburger Mittelfeld um Halil Altıntop und Kevin Vogt verstärkt. Zusammen mit Daniel Baier, André Hahn und Tobias Werner bildeten sie eine Stütze des neuen Augsburger Erfolgs und setzten die spielerische Entwicklung der Vorsaison fort. Auch die Viererkette des FCA mit Kapitän Paul Verhaegh, Jan-Ingwer Callsen-Bracker, Ragnar Klavan sowie Matthias Ostrzolek kam fast ohne Rotationen aus. Im Achtelfinale des DFB-Pokals traf man erneut auf Bayern München und schied wieder durch eine 0:2-Niederlage aus. Die gut harmonierende Mannschaft des FCA belegte aber sowohl zur Winterpause als auch zum Abschluss der Saison den achten Tabellenplatz und hatte nach zwei Jahren im Abstiegskampf bis zum letzten Spieltag die Chance auf den Einzug in die UEFA Europa League gehabt. In der Rückrunde schlug der FCA als erste Mannschaft der Saison Bayern München mit 1:0. Paul Verhaegh, Hong Jeong-ho und Ji Dong-won wurden mit der Nominierung für die Weltmeisterschaft 2014 für die erfolgreiche Saison belohnt.
Im Juli 2014 wurde das neu gebaute Nachwuchsleistungszentrum eingeweiht, das rund 2,5 Mio. € kostete, der Brandschutz-Unternehmer Klaus Hofmann spendete dafür eine Million Euro. In der Saison 2014/15 musste der FCA gleich drei bisherige Stammspieler ersetzen, die durch ihre guten Leistungen Begehrlichkeiten bei anderen Vereinen geweckt hatten: Stürmer André Hahn wechselte zu Borussia Mönchengladbach, Matthias Ostrzolek zum Hamburger SV und Kevin Vogt zum 1. FC Köln. Von Seiten der Medien wurde dem Verein deswegen für diese Saison wieder eine deutlich schwächere Rolle zugeschrieben. Zugleich gelang es dem FCA jedoch, mit dem Linksverteidiger Abdul Rahman Baba sowie den beiden Mittelfeldspielern Markus Feulner und dem von Bayer Leverkusen ausgeliehenen Dominik Kohr drei Spieler zu verpflichten, die in der neuen Saison tragende Rollen übernehmen sollten.
Neben den Neuzugängen und den bewährten Leistungsträgern wussten auch Torhüter Marwin Hitz und der neue Angreifer Raúl Bobadilla zu überzeugen, sodass der FCA zwar im DFB-Pokal bereits in der 1. Runde beim Viertligisten 1. FC Magdeburg nach einer 0:1-Niederlage ausschied, aber in der Bundesliga zwischenzeitlich bis auf den dritten Rang kletterte und auf dem sechsten Tabellenplatz überwinterte. Im Dezember 2014 legte Präsident Walther Seinsch seine Vereinsämter nieder, nachdem er bereits im August seine Investorenanteile an den FCA zurückverkauft hatte. Sein Nachfolger wurde Klaus Hofmann.
In der Winterpause wurde Mittelfeldspieler Pierre Emile Højbjerg von Bayern München ausgeliehen. In der Rückrunde der Saison ebnete ein erneuter überraschender 1:0-Sieg beim Deutschen Meister Bayern München den Weg in Richtung Europapokal. Nach einem 3:1-Sieg am letzten Spieltag bei Borussia Mönchengladbach beendete der FCA die Saison auf dem fünften Tabellenplatz und qualifizierte sich dadurch erstmals in seiner Vereinsgeschichte für die Europa League. Bereits eine Woche zuvor war die Qualifikation festgestanden, doch schoben die Augsburger sich damit noch vor den FC Schalke 04 auf den einzigen sicheren Platz für die Gruppenphase.
Zur Saison 2015/16 wechselte Abdul Rahman Baba für rund 20 Millionen Euro zum FC Chelsea, und der ausgeliehene Pierre Emile Højbjerg kehrte nach einer auch persönlich erfolgreichen Halbserie zurück zum FC Bayern. Der FCA verpflichtete daraufhin die Linksverteidiger Philipp Max und Konstantinos Stafylidis, den bisher ausgeliehenen defensiven Mittelfeldspieler Dominik Kohr sowie die offensiven Mittelfeldspieler Piotr Trochowski und Koo Ja-cheol. Am 17. September bestritt der FCA bei Athletic Bilbao das erste Europapokal-Spiel der Vereinsgeschichte. Trotz eines frühen Führungstreffers durch Halil Altıntop verlor der FCA am Ende mit 1:3, Mannschaft und Fans erfuhren aber international Anerkennung für ihren Auftritt. Auch das erste Heimspiel im Europapokal verloren die Fuggerstädter mit 1:3 gegen Partizan Belgrad. Der erste Sieg in der Europa League gelang der Mannschaft schließlich am 3. Spieltag bei AZ Alkmaar. Der langverletzte und wieder genesene Piotr Trochowski erzielte per Freistoß den 1:0-Siegtreffer. Es folgten ein weiterer 4:1-Sieg gegen Alkmaar und eine späte 2:3-Niederlage gegen Bilbao, so dass der FCA am letzten Spieltag der Vorrunde in Belgrad mindestens 3:1 gewinnen musste, um den direkten Vergleich und das Torverhältnis noch zu seinen Gunsten zu wenden. Nach einer frühen Führung für Belgrad konnte der FCA das Spiel durch Tore von Hong Jeong-ho, Paul Verhaegh und Raúl Bobadilla noch drehen und sorgte so kurz vor Ende des Spiels für das „Wunder von Belgrad“. Im folgenden Sechzehntelfinale schied die Mannschaft gegen den späteren Finalisten FC Liverpool nur knapp mit 0:0 und 0:1 aus. Während der Verein im Achtelfinale des DFB-Pokals gegen Borussia Dortmund nach einer 0:2-Niederlage ausschied, schaffte er in der Bundesliga nach einem lange schwachen Saisonstart die Wende und beendete die Saison auf dem 12. Platz. Nach vier erfolgreichen Jahren verkündete Markus Weinzierl im Mai 2016 seinen Abschied zum FC Schalke 04 und kommentierte seine Zeit in Augsburg mit: „Wir haben alles erreicht, was wir zusammen erreichen konnten, jetzt muss einer mit neuen Ideen und neuen Visionen übernehmen.“
Sein Nachfolger wurde Dirk Schuster, dem in den vergangenen Jahren mit dem SV Darmstadt 98 der Durchmarsch aus der 3. Liga in die Bundesliga und dort der von außen nicht für möglich gehaltene Klassenerhalt gelungen war. Am 14. Dezember 2016 wurde Dirk Schuster überraschend freigestellt, sein Nachfolger wurde Manuel Baum. Der FCA beendete die Saison schließlich auf dem 13. Platz. In der folgenden Saison verbesserte sich der FCA um einen Platz und wurde Zwölfter.
Am 8. Spieltag der Saison 2018/19 lief die Mannschaft anlässlich des 111. Geburtstags im Heimspiel gegen RB Leipzig in extra angefertigten Retro-Trikots auf, die an das Gründungsjahr des FC Alemannia erinnern sollten. Auch Trainer Manuel Baum stand im zeitgenössischen Trenchcoat an der Linie. Anfang April wurde Manuel Baum nach schwankenden Leistungen und sieben Punkte vor Relegationsplatz 16 stehend nach Auseinandersetzungen mit dem Management entlassen. Unter Nachfolger Martin Schmidt gelangen zum Auftakt zwei Siege, darunter der 6:0-Heimsieg gegen den VfB Stuttgart, der bis dato höchste Augsburger Bundesligasieg. Auf dem 14. Tabellenplatz stehend, beendete der FC Augsburg die Bundesliga-Saison 2018/2019 mit einer 1:8-Niederlage beim VfL Wolfsburg, der bis dato höchsten Bundesliganiederlage der Vereinsgeschichte. In der Saison 2019/20 wurde Martin Schmidt am 25. Spieltag nach einer 0:2-Niederlage beim FC Bayern München und nur einem Punkt aus den letzten 5 Spielen entlassen. Neuer Cheftrainer wurde Heiko Herrlich. Am 33. Spieltag sicherte sich der FC Augsburg durch ein 1:1 bei Fortuna Düsseldorf den vorzeitigen Klassenerhalt. Die Saison schlossen die Fuggerstädter auf dem 15. Tabellenplatz ab.
Zur Saison 2020/21 wurde der Kader merklich verkleinert. Dreizehn Spieler verließen im Sommer den Verein, darunter der langjährige Kapitän und Rekordspieler des FCA, Daniel Baier. Im Gegenzug verpflichteten die Augsburger sechs neue Spieler. Beispielsweise wurde in Rafał Gikiewicz ein neuer Torhüter unter Vertrag genommen, um die langersehnte Stabilität auf der Torwartposition zu erreichen. Zum Start in die zehnte „Jubiläumssaison“ gelangen dem FCA durch ein 3:1 bei Union Berlin und einem 2:0 gegen Borussia Dortmund erstmals zwei Auftaktsiege seit der Bundesligazugehörigkeit. Bis zur Winterpause kamen insgesamt fünf Siege, vier Unentschieden und acht Niederlagen zusammen. Die Hinrunde schloss Augsburg damit auf den 12. Tabellenplatz ab. In der zweiten Runde des DFB-Pokals schieden die Schwaben durch eine 0:3-Heimniederlage gegen RB Leipzig aus. Am 3. April 2021 feierte der FCA seinen 100. Bundesligasieg nach einem 2:1 gegen die TSG 1899 Hoffenheim. Danach folgten jedoch vier Partien in Serie, in denen die Augsburger sieglos blieben und dadurch in Abstiegsgefahr gerieten. Nach dem 31. Spieltag betrug der Vorsprung auf den Relegationsplatz noch vier Punkte. Der Verein reagierte auf die sportlich prekäre Lage und entließ am 26. April 2021 Trainer Heiko Herrlich. Nachfolger wurde Markus Weinzierl, der die Fuggerstädter bereits von 2012 bis 2016 trainiert hatte. Am 33. Spieltag besiegte der FCA den SV Werder Bremen mit 2:0. Wie in der Saison zuvor sicherten sich die Augsburger damit am vorletzten Spieltag den Klassenerhalt. In der Tabelle verbesserte sich der FCA im Vergleich zum Vorjahr um zwei Ränge auf Platz 13.
Zum Ligaauftakt der Saison 2021/22 verlor der FCA sein Heimspiel gegen die TSG 1899 Hoffenheim deutlich mit 0:4, weshalb sich die Augsburger nach dem 1. Spieltag zunächst am Tabellenende wiederfanden. Am 5. Spieltag erreichte Augsburg mit dem 1:0 gegen Borussia Mönchengladbach seinen ersten Saisonsieg. Den nächsten „Dreier“ fuhr der FCA erst am 10. Spieltag ein; im „Schwabenderby“ gegen den VfB Stuttgart gelang ein 4:1-Heimsieg. Am 12. Spieltag besiegten die Augsburger den FC Bayern München mit 2:1. Nach einer insgesamt jedoch durchwachsenen Hinrunde gingen die Fuggerstädter schließlich auf den 15. Tabellenplatz stehend in die Winterpause. In der 2. Runde des DFB-Pokals schieden die Augsburger beim VfL Bochum unglücklich aus; nach regulärer Spielzeit und Verlängerung hatte es 2:2-Unentschieden gestanden. Im anschließenden Elfmeterschießen behielt Bochum schließlich die Oberhand.
In der Winterpause wechselte Stürmer Ricardo Pepi vom FC Dallas zum FC Augsburg. Mehrere Medien berichteten von einer Ablösesumme von mindestens 16 Millionen Euro plus Nachzahlungen. Damit wäre Pepi der teuerste Neuzugang in der Geschichte des FCA. Den sportlichen Durchbruch schaffte Pepi in der Fuggerstadt allerdings nicht, weshalb er im Sommer 2023 zur PSV Eindhoven weiter transferiert wurde. Die Rückrunde lief ähnlich durchwachsen wie die Hinrunde. Den Klassenerhalt konnte sich der FCA dennoch sichern. Wegweisend dafür war der 2:0-Sieg beim VfL Bochum am 31. Spieltag. Die Bochumer befanden sich zu diesem Zeitpunkt ebenfalls noch in Abstiegsgefahr. Unmittelbar nach Abschluss der Saison trat Trainer Markus Weinzierl von seinem Amt zurück. Der Grund waren Differenzen mit Manager Stefan Reuter. Als seinen Nachfolger stellte der FCA am 8. Juni 2022 Enrico Maaßen vor. Zuvor erklärte auch Präsident Hofmann aus gesundheitlichen Gründen seinen Rücktritt. Die Nachfolge trat im September 2022 Markus Krapf an.
Am 1. Spieltag der Saison 2022/23 empfing der FCA den SC Freiburg. Wie im Vorjahr verloren die Fuggerstädter ihr Auftaktspiel mit 0:4. Doch bereits am 2. Spieltag folgte ein 2:1-Sieg bei Bayer 04 Leverkusen, wodurch Augsburg im 23. Versuch erstmals eine Bundesligapartie gegen den „Werksclub“ für sich entschied. Nach dem 3:2-Erfolg am 8. Spieltag beim FC Schalke 04 blieben die Schwaben in acht Ligaspielen nacheinander sieglos, ehe die Negativserie am 17. Spieltag durch einen 1:0-Heimsieg gegen Borussia Mönchengladbach beendet und die Hinrunde auf Platz 14 abgeschlossen wurde.
Im DFB-Pokal verpasste der FCA nach einer 2:5-Niederlage gegen den FC Bayern den Einzug ins Achtelfinale.
Während der WM-Pause verließ unter anderem Stürmer Florian Niederlechner nach dreieinhalb Jahren die Fuggerstädter. Der FCA wurde allerdings selbst auf dem Transfermarkt tätig und nahm im Winter gleich sieben Neuzugänge unter Vertrag, darunter Arne Engels. Der Mittelfeldspieler gehörte auf Anhieb zur Startformation. In der Rückrunde gewann der FCA vor heimischen Publikum unter anderem am 23. Spieltag gegen Werder Bremen (2:1) sowie am 31. Spieltag gegen den späteren Champions-League-Teilnehmer Union Berlin (1:0). Weniger erfolgreich verliefen die Auftritte in der Fremde. Durch die 0:2-Niederlage am letzten Spieltag in Mönchengladbach blieb der FCA im dreizehnten Auswärtsspiel in Folge ohne Sieg. Insbesondere wegen der eklatanten Auswärtsschwäche verpasste Augsburg mehrmals die vorzeitige Rettung. Letztlich kam die Mannschaft auf den 15. Platz über Ziellinie, womit der direkte Klassenerhalt knapp erreicht wurde.
Zur Saison 2023/24 stellte sich der Verein in der sportlichen Leitung neu auf. So trat Marinko Jurendić als designierter Nachfolger von Stefan Reuter die Position des Sportdirektors an.
Am 13. August 2023 verlor der FCA im DFB-Pokal beim Drittligisten SpVgg Unterhaching mit 0:2 und schied somit bereits in der ersten Hauptrunde aus dem Wettbewerb aus. Eine Woche später erreichten die Augsburger zum Ligauftakt gegen Borussia Mönchengladbach ein 4:4-Unentschieden. Anfang September beendete Stefan Reuter auch offiziell seine über 10 Jahre dauernde Tätigkeit in der Geschäftsführung und wechselte innerhalb des Klubs in eine beratende Funktion. Seine Aufgaben übernahm fortan Marinko Jurendić.
Am 23. September 2023 fuhren die Fuggerstädter ihren ersten Saisonsieg ein. Gegen den 1. FSV Mainz 05 gewann der FCA mit 2:1. Das Tor zum zwischenzeitlichen 1:1-Ausgleich – erzielt durch Ermedin Demirović – war das 500. Bundesliga-Tor des FC Augsburg. Es war allerdings der einzige Sieg aus den ersten sieben Ligaspielen, weshalb der Verein am 9. Oktober 2023 Trainer Enrico Maaßen entließ. Nachfolger wurde der Däne Jess Thorup, dessen Pflichtspieldebüt am 22. Oktober 2023 durch einen 5:2-Sieg beim 1. FC Heidenheim erfolgreich verlief. Für Augsburg war es zugleich der erste Auswärtssieg seit über einem Jahr. Am 14. Spieltag musste die Mannschaft erstmals unter ihrem neuen Trainer eine Niederlage hinnehmen (0:2 bei Werder Bremen). Das letzte Hinrundenspiel verloren die Schwaben gegen den späteren Meister Bayer Leverkusen mit 0:1, womit der FCA die Halbserie auf dem 12. Tabellenplatz abschloss. Die Rückrunde verlief zunächst sehr aussichtsreich für die Fuggerstädter. Zwischen dem 23. und 26. Spieltag gelangen den Augsburgern vier Siege in Folge; vor allem der 6:0-Auswärtssieg am 24. Spieltag beim SV Darmstadt 98 war hervorzuheben. Bis zum 29. Spieltag hatte sich der FCA auf Platz 7 der Tabelle vorgeschoben und war kurzzeitig einer der Kandidaten für die Qualifikation des Europapokals. Allerdings verspielte die Mannschaft im Saisonendspurt ihre gute Ausgangsposition und verlor die letzten fünf Ligaspiele allesamt. Mit Rang 11 in der Abschlusstabelle belegte der FCA am Ende einen gesicherten Mittelfeldplatz.
Zur Saison 2024/25 wechselte Stürmer Ermin Demirović zum Ligakonkurrenten VfB Stuttgart. Mit einer inoffiziellen Ablösesumme von 21 Millionen Euro plus Bonuszahlungen war er der bis dahin teuerste Verkauf in der Vereinsgeschichte des FCA. Die Augsburger erwiesen sich in der Hinrunde als sehr heimstark und holten 14 ihrer 19 Punkte in der WWK-Arena. Auswärts konnte das Team zunächst nicht überzeugen; exemplarisch war das letzte Spiel vor der Winterpause, als der FCA am 15. Spieltag bei Aufsteiger Holstein Kiel mit 1:5 verlor. Ihren ersten Auswärtssieg der Saison fuhren die Fuggerstädter erst am 17. Spieltag beim 2:0 gegen Union Berlin ein. Nach Abschluss der Hinrunde belegte der FCA den zwölften Tabellenplatz. Während die Mannschaft im Viertelfinale des DFB-Pokals durch eine 0:1-Niederlage beim VfB Stuttgart scheiterte, stellte sie im weiteren Ligaverlauf einen neuen Vereinsrekord auf, indem sie elf Mal nacheinander ungeschlagen blieb. Zwischen dem 20. Spieltag und dem 27. Spieltag kassierte Torhüter Finn Dahmen kein Gegentor und brach den zuvor von Marwin Hitz gehaltenen Torhüterrekord des FCA. Er erreichte zugleich eine der sechs längsten gegentorlosen Serien der Bundesliga-Geschichte. Am 28. Spieltag endete die „Ungeschlagen-Serie“ der Augsburger durch eine 1:3-Niederlage im bayerischen Duell gegen Bayern München. In der Folge erreichte der FCA aus den verbliebenen sechs Ligaspielen nur noch einen Sieg. Wie im Vorjahr verpasste das Team aufgrund eines Negativlaufs in der letzten Phase der Saison einen einstelligen Tabellenplatz und landete in der Endabrechnung auf Platz 12. Nach einer eingehenden Saisonanalyse wurden am 23. Mai 2025 Trainer Thorup und Sportdirektor Jurendić von ihren Aufgaben entbunden.
Zur Saison 2025/26 übernahm Sandro Wagner die Mannschaft von Jess Thorup. Für Wagner, der einen Vertrag bis 2028 unterschrieb, ist der FC Augsburg die erste Station als Cheftrainer in der Bundesliga. Als Nachfolger von Marinko Jurendić wurde Benjamin Weber zum neuen Sportdirektor ernannt.

## Struktur

### Fußball-Club Augsburg 1907 e. V.
Der Fußball-Club Augsburg 1907 e. V. entstand 1969 durch die Fusion des BC Augsburg mit der Lizenzspielerabteilung des TSV Schwaben Augsburg. In dem Verein sind die Frauen-, Junioren- und Juniorinnen-Mannschaften des FC Augsburg organisiert. Der Verein hat 28.481 Mitglieder (Stand: 28. Juli 2025).
Im Dezember 2023 wurde auf einer Mitgliederversammlung eine neue Vereinssatzung verabschiedet. Darin wurde festgeschrieben, dass der Vorstand zukünftig als Präsidium fungieren wird. In diesem Zuge wurden die personellen Veränderungen im September 2024 vom Verein bekannt gegeben; neben Präsident Markus Krapf gehören Raphael Brandmiller und Jürgen Urban als weitere Mitglieder dem Präsidium an. Die bisherigen Vorstandsmitglieder Jakob Geyer und Gerhard Ecker schieden aus dem Gremium aus. Der Aufsichtsrat besteht aus Thomas Müller, Gerhard Wiedemann, Sebastian Priller, Walter Sianos und Manfred Ringer.

### Fußball-Club Augsburg 1907 GmbH & Co. KGaA
Die Fußball-Club Augsburg 1907 GmbH & Co. KGaA entstand 2005 durch die Ausgliederung der ersten Mannschaft aus dem Fußball-Club Augsburg 1907 e. V. In der Gesellschaft sind die Männer-Mannschaften des FC Augsburg organisiert. Die Kommanditaktionäre sind zu 99,4 Prozent die Hofmann Investoren GmbH (45 %: Bolt Football Holdings von David Blitzer; 30,56 %: Klaus Hofmann; 20,37 %: Project Green GmbH von Michael Reuss; 4,07 %: Thilo Sautter) und zu 0,6 der Fußball-Club Augsburg 1907 e. V.
Die Geschäftsführung besteht aus Michael Ströll. Die zur Geschäftsführung berechtigte und persönlich haftende Komplementärin ist die vereinseigene  FCA Beteiligungs GmbH.
Den Vorsitz des Aufsichtsrats hat Thilo Sautter inne. Weitere Aufsichtsratsmitglieder sind Stefan Frederking, Halil Altıntop, Markus Krapf, Johannes Ruppert und Scott Krase.

### Ski- und Bergfreunde des FCA e. V.
Der Ski- und Bergfreunde des FCA e. V. entstand 1990 durch die Ausgliederung der Skiabteilung aus dem Fußball-Club Augsburg 1907 e. V. Der Verein nimmt nicht an sportlichen Wettkämpfen teil, dient ausschließlich der Gesellschaftspflege und besitzt die Leo-Schindler-Hütte in Oberjoch. Der Verein hat rund 120 Mitglieder.

## Identität

### Logo
Das Logo des FCA in seiner heutigen Form wurde im Jahr 2002 eingeführt und ist eine Abwandlung des traditionellen Logos, das bereits zwischen 1969 und 1996 verwendet wurde. Das Logo hat die Form eines spanischen Schildes, im oberen Feld befindet sich in roter Farbe die Abkürzung des Vereinsnamens „FCA“, die Buchstaben „F“ und „C“ werden dabei von einer Trikolore in den Vereinsfarben Rot, Grün, Weiß unterstrichen. Das untere Feld ist in Anlehnung an das Augsburger Stadtwappen gespalten in Rot und Weiß, darauf abgebildet ist eine grüne Zirbelnuss auf einem goldenen Kapitell, darunter befindet sich das Gründungsjahr des Vereins „1907“.
Zwischen 1996 und 2002 wurde ein neu entworfenes, rundes Wappen verwendet, das jedoch bei den Fans wenig beliebt war. Über die Zeit vor der Fusion 1969 und der Entstehung des modernen FC Augsburg ist bzgl. des Wappens wenig bekannt. Der BC Augsburg verwendete aber seit 1921 mit mehreren Unterbrechungen verschiedene Wappenvarianten. Die letzte Variante war ein blauer, rautenförmiger Schild mit weißer Schrift und Zirbelnuss, die von Mitte der 1950er Jahre bis 1969 verwendet wurde.

Logohistorie
Wappen des FC Alemannia 1907
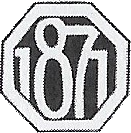
Wappen des TV Oberhausen
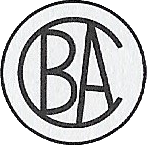
Älteres Wappen des BC Augsburg
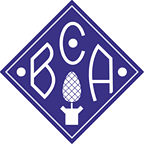
Älteres Wappen des BC Augsburg
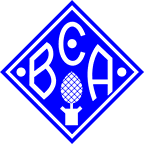
Wappen des BC Augsburg zwischen Mitte der 1950er Jahre und 1969
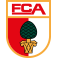
Wappen des FC Augsburg zwischen 1969 und 1996
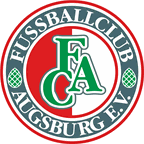
Wappen des FC Augsburg 1996/97
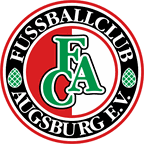
Wappen des FC Augsburg 1997 bis 2002
Aktuelles Wappen seit 2002

### Trikots
Nach der Fusion des BC Augsburg mit dem anderen großen Augsburger Verein, dem TSV Schwaben Augsburg, im Jahr 1969 wurden die Farben der Stadt Augsburg, also Rot, Grün und Weiß, als neue Vereinsfarben festgelegt. Die Farben Rot und Weiß gehen dabei auf das Banner des Bischofs von Augsburg sowie auf das Feldzeichen des Herzogtums Schwaben zurück. Die Farbe Grün ist die Farbe der Zirbelnuss, die ursprünglich das Feldzeichen des Römerlagers Augusta Vindelicorum war, aus welchem später das heutige Augsburg entstand.
Die Vereinsfarben spiegeln sich auch in den Trikots wider. Als klassisches Trikot gilt ein weißes Hemd mit einem rot-grünen Streifen. Dieses Design wurde unter anderem zur ersten Bundesliga-Saison und zur ersten Europapokal-Saison wieder aufgegriffen.

### Hymne
Die Hymne des FCA wurde nach dem Aufstieg in die 2. Bundesliga im Jahr 2006 eingesungen und trägt den Titel Rot, Grün, Weiß. Bei der Aufnahme wirkte u. a. Helmut Haller mit, der bis heute als der größte Spieler des Vereins gilt. In den ersten beiden Strophen der Hymne geht es um den langen Weg bis zum „Fußballwunder“ Wiederaufstieg in den Profifußball. In der letzten Strophe besingt zunächst ein Kinderchor die Augsburger Gastfreundschaft, ehe die Strophe mit den Zeilen „Doch wenn der Ball im Spiel ist, wird die Fahne gehisst, denn wir sind Augsburger …“ endet, worauf die Fans im Stadion in Richtung der Gästefans antworten „Und ihr nicht!“
Als Torhymne wird eine Instrumentalversion des Liedes Eine Insel mit zwei Bergen verwendet.

### Stadionzeitschrift
Die Stadionzeitschrift des FCA heißt Stadionkurier und wird von Fans des Vereins mitgestaltet. Er kostet regulär einen Euro, für Mitglieder ist er kostenlos.

### Augsburger Puppenkiste
Der FCA kooperiert seit 2009 mit dem bundesweit bekannten Marionettentheater Augsburger Puppenkiste. Im Rahmen dieser Kooperation tippt das Kasperle vor jedem Heimspiel das Ergebnis. 
Nach jedem Tor des FCA wird die Melodie „Eine Insel mit zwei Bergen“ aus der Verfilmung von Jim Knopf und Lukas der Lokomotivführer eingespielt.
In der Saison 2015/16 war Kater Mikesch das Geschenk an die Gäste, in den Jahren davor wurden unter anderem Urmel, Jim Knopf und Lukas, der Lokomotivführer überreicht.
Seit dem Aufstieg in die Bundesliga überreicht der Kapitän des FCA dem gegnerischen Kapitän anstelle eines Wimpels eine jährlich wechselnde Marionette.
| Saison  | Marionette der Augsburger Puppenkiste |
| ------- | ------------------------------------- |
| 2011/12 | unbekannt                             |
| 2012/13 | unbekannt                             |
| 2013/14 | Lukas der Lokomotivführer             |
| 2014/15 | Urmel aus dem Eis                     |
| 2015/16 | Kater Mikesch                         |
| 2016/17 | Prinzessin Li Si                      |
| 2017/18 | Räuber Hotzenplotz                    |
| 2018/19 | Jim Knopf                             |
| 2019/20 | Lukas der Lokomotivführer             |
| 2020/21 | Hofkrähe Lukulla                      |
| 2021/22 | Lukas der Lokomotivführer             |
| 2022/23 | Kater Mikesch                         |
| 2023/24 | Kleiner König Kalle Wirsch            |
| 2024/25 | Urmel aus dem Eis                     |
| 2025/26 | Kater Mikesch                         |

### Josef Wagner
Bis zum Umzug in die neue Arena im Sommer 2009 bediente der am 21. April 2014 verstorbene Josef Wagner über drei Jahrzehnte lang die manuelle Anzeigetafel im Rosenaustadion. Ihm zu Ehren wird nach jedem Tor des FCA in der neuen Arena ein Videoclip gezeigt, wie er die Tafel mit dem neuen Spielstand aufhängt.

## Persönlichkeiten

### Trainer seit 1927
(Quelle:)
- 1927–1930:  Hans Semmler
- 1931–1933: kein hauptamtlicher Trainer
- 1934–1937:  Hans Semmler
- 1937–1939:  Conny Heidkamp
- 1939–1940:  Franz Schebian
- 1940–1941:  Conny Heidkamp
- 1945:–0000  Karl Weber
- 1946:–0000  Josef Pöttinger
- 1946–1947:  Karl Huiras
- 1947–1948:  Georg Ertl
- 1948–1949:  Ludwig Tretter
- 1949–1951:  Josef Pöttinger
- 1951–1952:  Karl Striebinger
- 1952–1953:  Karl Sesta
- 1953–1956:  Hans Hipp
- 1956–1957:  Fritz Rebell
- 1957–1959:  Ernst Reitermaier
- 1959–1960:  Karl Striebinger
- 1960–1961:  Robert Gebhardt
- 1961–1963:  Hans Hipp
- 1963–1964:  Karl-Heinz Spikofski
- 1964–1967:  Fritz Schollmeyer
- 1967–1968:  Kurt Helbig und  Horst Bachmann
- 1968–1970:  Herbert Erhardt
- 1970–1971:  Georg Lechner
- 1971:–0000  Slobodan Čendić
- 1971–1973:  Kurt Schwarzhuber
- 1973–1975:  Milovan Beljin
- 1975:–0000  Volker Kottmann
- 1975–1976:  Gerd Menne
- 1976–1977:  Max Merkel
- 1977–1978:  Werner Olk
- 1978:–0000  Heiner Schuhmann
- 1978:–0000  Werner Sterzik
- 1979:–0000  Hans Cieslarczyk
- 1979–1980:  Heiner Schuhmann
- 1980–1981:  Heinz Elzner
- 1981:–0000  Heiner Schuhmann
- 1981–1984:  Hannes Baldauf
- 1984–1986:  Paul Sauter
- 1986–1988:  Heiner Schuhmann
- 1988–1989:  Hans-Joachim Greben
- 1989:–0000  Helmut Haller
- 1989:–0000  Jimmy Hartwig
- 1989–1990:  Dieter Schatzschneider
- 1990:–0000  Gernot Fuchs
- 1990–1995:  Armin Veh
- 1995–1996:  Karsten Wettberg
- 1996:–0000  Helmut Riedl
- 1997–1998:  Hubert Müller
- 1998:–0000  Helmut Riedl
- 1998–1999:  Gerd Schwickert
- 1999:–0000  Alfons Higl
- 1999:–0000  Heiner Schuhmann
- 2000:–0000  Hans-Jürgen Boysen
- 2000–2002:  Gino Lettieri
- 2002–2003:  Ernst Middendorp
- 2003–2004:  Armin Veh
- 2004–2007:  Rainer Hörgl
- 2007–2008:  Ralf Loose
- 2008–2009:  Holger Fach
- 2009–2012:  Jos Luhukay
- 2012–2016:  Markus Weinzierl
- 2016:–0000  Dirk Schuster
- 2016–2019:  Manuel Baum
- 2019–2020:  Martin Schmidt
- 2020–2021:  Heiko Herrlich
- 2021–2022:  Markus Weinzierl
- 2022–2023:  Enrico Maaßen
- 2023–2025:  Jess Thorup
- seit 2025:  Sandro Wagner

### Spieler mit nationalen und/oder internationalen Meriten

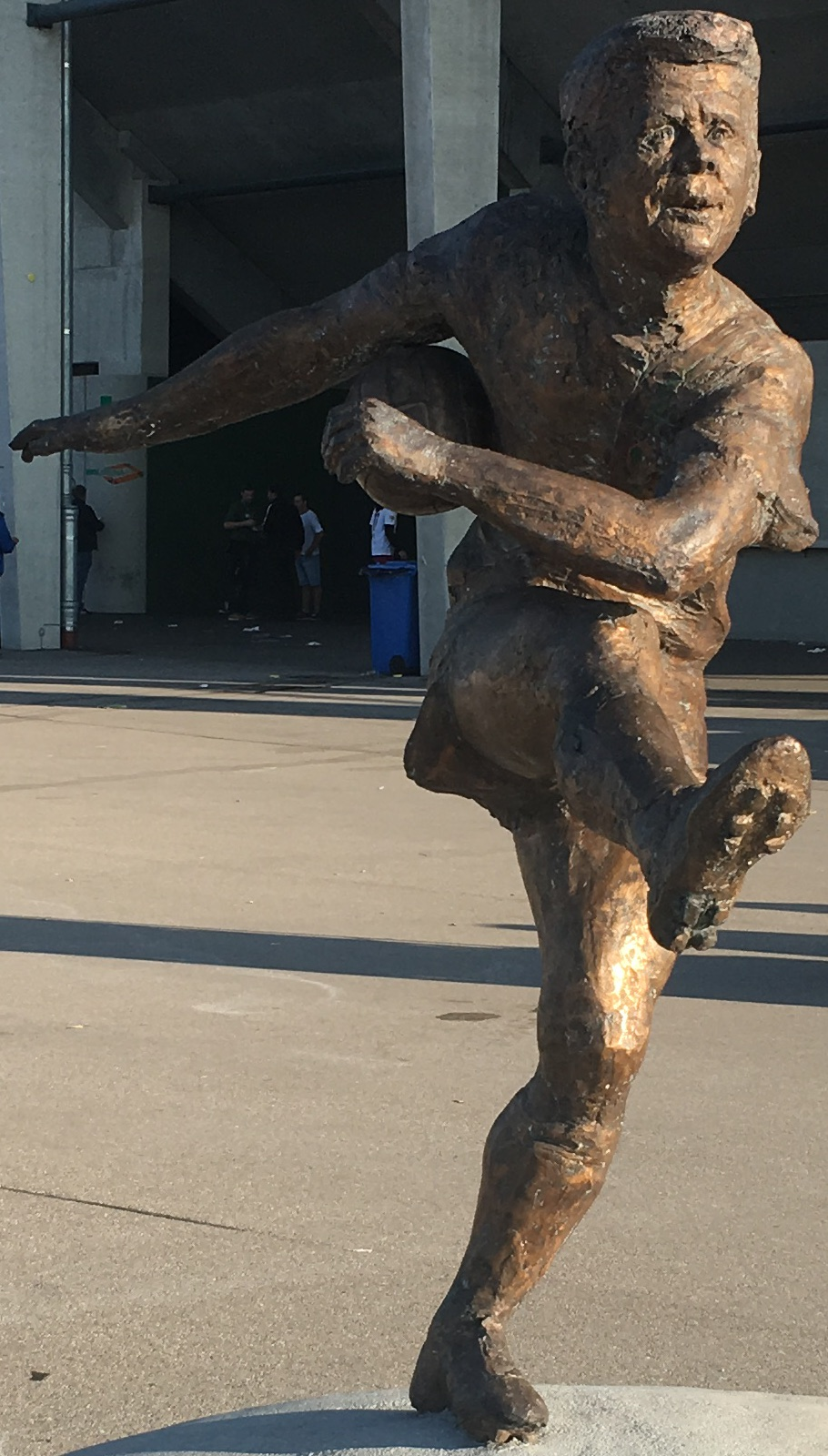
Helmut-Haller-Statue

Die nachfolgende alphabetisch sortierte Auflistung beinhaltet ehemalige oder aktuelle Spieler des FC Augsburg mit nationalen und/oder internationalen Titeln; sie erhebt keinen Anspruch auf Vollständigkeit.
| Im Verein                     | Spieler                 | Nat.                        | Größte Erfolge |
| ----------------------------- | ----------------------- | --------------------------- | --- |
| 2016                          | Albian Ajeti            | Schweiz                     | Schweizer Meister 2014 und 2015 |
| 1976–1980                     | Raimond Aumann          | Deutschland                 | Weltmeister 1990, Deutscher Meister 1985, Deutscher Meister 1986, Deutscher Meister 1987, Deutscher Meister 1989, Deutscher Meister 1990, Deutscher Meister 1994, Türkischer Meister 1995                                           |
| 2014–2015                     | Abdul Rahman Baba       | Ghana                       | Vizeafrikameister 2015 |
| 2011–2013                     | Dawda Bah               | Gambia                      | Finnischer Meister 2009 und 2010, Finnischer Pokalsieger 2008 |
| 2008–2020                     | Daniel Baier            | Deutschland                 | Deutscher Meister 2009 |
| 2012–2014                     | Aristide Bancé          | Burkina Faso Elfenbeinküste | Finnischer Meister 2014 |
| 1952–1960 1963–1965           | Ulrich Biesinger        | Deutschland                 | Weltmeister 1954 |
| 2013–2017                     | Raúl Bobadilla          | Argentinien                 | Schweizer Meister 2013 |
| 2009–2012                     | Daniel Brinkmann        | Deutschland                 | Vizemeister der 2. Fußball-Bundesliga 2011 und Meister der 3. Fußball-Liga 2015 |
| 2014–2019                     | Caiuby                  | Brasilien                   | Deutscher Meister 2009 |
| 2008–2010                     | Wassil Chamutouski      | Belarus                     | Rumänischer Meister 2005, Rumänischer Pokalsieger 2013, Belarussischer Meister 1999 |
| 2002–2004                     | Miguel Coulibaly        | Senegal Deutschland         | WFV-Pokal-Sieger 2001 und 2002 |
| 2003–2004                     | Daniel Damm             | Deutschland                 | Meister der Regionalliga Süd 2007 |
| 2013–2014 2015–2019           | Ji Dong-won             | Korea Sud                   | Dritter der Asienmeisterschaft 2011, Olympiadritter 2012 |
| 1999                          | Daniel Ernemann         | Deutschland                 | DFB-Pokalfinalist 2001, Vizepokalsieger im ÖFB-Samsung-Cup 2011 |
| 2014–2016                     | Alexander Esswein       | Deutschland                 | Deutscher Meister 2009 |
| 2014–2017                     | Markus Feulner          | Deutschland                 | Deutscher Meister 2003, Deutscher Meister 2011 |
| 2016–2018                     | Marvin Friedrich        | Deutschland                 | Westdeutscher Meister U19 2014, Westfalenpokalsieger 2014, DFB-Junioren-Vereinspokal-Finalist 2014, U-19-Europameister 2014 |
| 1992–1994                     | Frank Gerster           | Deutschland                 | Deutscher A-Juniorenmeister 1993, DFB-Jugend-Kicker-Pokal-Sieger 1994, Deutscher Meister 1997, Ligapokal-Sieger 1997, DFB-Pokal-Sieger 1998                                                                                         |
| 1980–1981                     | Joachim Goldstein       | Deutschland                 | 1981 Junioren-Europameister U-18 (U-18-Fußball-Europameisterschaft 1981) |
| 1982–1983                     | Roland Grahammer        | Deutschland                 | olympische Bronzemedaille 1988, Deutscher Meister 1989, 1990, 1994, DFB-Supercup-Sieger 1990, Zweiter der B-Juniorenmeisterschaft 1979                                                                                              |
| 2015–2018                     | Julian Günther-Schmidt  | Deutschland                 | * Meister der 2. Bundesliga 2015 |
| 1948–1962 1973–1976 1978–1979 | Helmut Haller           | Deutschland                 | Vizeweltmeister 1966, WM-Dritter 1970, Italienischer Meister 1964, Italienischer Meister 1972, Italienischer Meister 1973 |
| 2003–2004                     | Marco Haller            | Deutschland                 | Gewinn des Bayerischen Toto-Pokals 2014, Meister der Regionalliga Bayern 2015 |
| 1993–1995                     | Michael Hecht           | Deutschland                 | Bayernliga-Meister 1984 und 1994 |
| 2009–2010                     | Jens Hegeler            | Deutschland                 | Deutscher A-Junioren-Meister 2007 |
| 2012–2018                     | Marwin Hitz             | Schweiz                     | Deutscher Meister 2009 |
| 1981–1982                     | Christian Hochstätter   | Deutschland                 | DFB-Pokal 1995 |
| 1974–1977                     | Willi Hoffmann          | Deutschland                 | Europapokalsieger der Landesmeister 1974, Deutscher Meister 1972, 1973, 1974 |
| 2011–2012                     | Hajime Hosogai          | Japan                       | Asienmeister 2011, AFC-Champions-League-Sieger 2007, Japanischer Meister 2006 |
| 2015                          | Pierre Emile Højbjerg   | Danemark                    | Champions-League-Sieger 2013, Klub-Weltmeister 2013, Deutscher Meister 2013, Deutscher Meister 2014 |
| 2012–2013 2015–2019           | Koo Ja-cheol            | Korea Sud                   | Ostasienmeister 2008, Dritter der Asienmeisterschaft 2011, Zweiter der Meisterschaft 2010, olympische Bronzemedaille 2012 |
| 1986–1988                     | Jan Jałocha             | Polen                       | Polnischer Meister (1978), WM-Dritter (1982) |
| 2009–2013                     | Simon Jentzsch          | Deutschland                 | U-18-Vizeeuropameister 1994 |
| 2013–2016                     | Hong Jeong-ho           | Korea Sud                   | Dritter der Asienmeisterschaft 2011 |
| 1973–1981                     | Hans Jörg               | Deutschland                 | Deutscher Meister 1973, Regionalligameister Süd 1974, Länderpokal-Sieger 1971 |
| 2008–2009                     | Francis Kioyo           | Deutschland                 | Afrikameister 2002 |
| 2008–2009                     | Thomas Kläsener         | Deutschland                 | DFL-Ligapokalsieger 2005 |
| 2012–2017                     | Ragnar Klavan           | Estland                     | Estnischer Meister 2003, Norwegischer Meister 2005, Niederländischer Meister 2009 |
| 2005–2007                     | Ivan Knez               | Argentinien Schweiz         | Schweizer Cupfinalist 1997, Schweizer Meister, 2002, Schweizer Cupsieger: 2002, Schwäbischer Pokalsieger 2005 |
| 2006–2007                     | Axel Lawarée            | Belgien                     | Österreichischer Meister 2005, ÖFB-Cupfinalist 2005 |
| 2011                          | Moritz Leitner          | Deutschland Osterreich      | Deutscher Meister 2011/12, DFB-Pokal-Sieger 2011/12 |
| 2007–2008                     | Felix Luz               | Deutschland                 | DFB-Junioren-Pokalsieger 2001 |
| 2012–2016                     | Alexander Manninger     | Osterreich                  | Englischer Meister 1998, Italienischer Meister 2012 |
| 1992–1994                     | İlhan Mansız            | Turkei                      | A-Junioren-Meister 1993, WM-Dritter 2002 |
| 2014–2017                     | Tim Matavž              | Slowenien                   | KNVB-Pokal 2012 |
| 1974–1978                     | Heinz Michallik         | Deutschland                 | DFB-Pokal-Sieger 1973 |
| 2002–2003                     | Markus Miller           | Deutschland                 | Meister der 2. Bundesliga 2007 |
| 1974–1977                     | Walter Modick           | Deutschland                 | Deutscher Meister 1974, Europapokalsieger der Landesmeister 1974, Länderpokal-Sieger 1979, Meister der Oberliga Baden-Württemberg 1979                                                                                              |
| 2004–2009                     | Patrick Mölzl           | Deutschland                 | Deutscher B-Juniorenmeister 1997 |
| 2012–2022                     | Jan Morávek             | Tschechien                  | DFL-Supercupsieger 2011 |
| 2006–2009                     | Lars Müller             | Deutschland                 | Deutscher Meister 1996, Meister der Oberliga Nordost 2010 |
| 2007–2008                     | Julian Nagelsmann       | Deutschland                 | Deutscher A-Jugend-Meister 2014, Vizemeister 2015, Meister der Staffel Süd/Südwest der A-Junioren-Bundesliga 2014, 2015 |
| 2009–2012                     | Marcel Ndjeng           | Kamerun Deutschland         | Zweitligameister 2008, Zweitligameister 2013 |
| 2012–2014                     | Andreas Ottl            | Deutschland                 | Deutscher Meister 2006, 2008, 2010, DFB-Pokal-Sieger 2006, 2008, 2010, DFL-Supercup-Sieger 2010, Ligapokal-Sieger 2007, Meister der Regionalliga Süd 2004, Deutscher A-Juniorenmeister 2002, 2004. Deutscher B-Juniorenmeister 2001 |
| 2012–2013                     | Milan Petržela          | Tschechien                  | Tschechischer Meister 2016 |
| 2008                          | Patrick Platins         | Deutschland                 | Vizemeister der 2. Bundesliga 2015, Vizemeister der 3. Fußball-Liga 2013, Westfalenpokalsieger 2012, 2013 |
| 2008–2009                     | Mark Prettenthaler      | Osterreich                  | Österreichischer Pokalsieger 2010, 2011 und 2013 |
| 2004–2005                     | Milaim Rama             | Schweiz                     | Challenge-League-Meister 2010 |
| 2002–2004                     | Jörg Reeb               | Deutschland                 | Deutscher Vizemeister 1999 und 2000 |
| 2010–2015                     | Dominik Reinhardt       | Deutschland                 | Deutscher Pokalsieger 2007 |
| 1983–1986                     | Karl-Heinz Riedle       | Deutschland                 | Weltmeister 1990, Champions-League-Sieger 1997, Vizeeuropameister 1992, Deutscher Meister 1988, Deutscher Meister 1995, Deutscher Meister 1996                                                                                      |
| 2003                          | Stefan Rieß             | Deutschland                 | Deutscher A-Juniorenvizemeister 2006, 2007 |
| 1993–1994                     | Michael Rösele          | Deutschland                 | Deutscher A-Junioren Meister 1993, 1992: DFB-Jugend-Kicker-Pokal-Gewinner 1992 |
| 1996–1997                     | Jürgen Rollmann         | Deutschland                 | Meister der Oberliga Hessen 1986, Zweiter Platz DFB-Pokal 1989 und 1990, Deutscher Pokalsieger 1991, Gewinner des Europapokals der Pokalsieger 1992                                                                                 |
| 2009                          | Kevin Schindler         | Deutschland                 | Bundesligavizemeister 2008, Bremer-Pokal-Sieger 2007 |
| 2004–2006                     | Oliver Schmidt          | Deutschland                 | DFB-Pokalfinale 1993, Hallenmaster-Sieger 2000 |
| 1973–1978                     | Edgar Schneider         | Deutschland                 | DFB-Pokal 1971, Deutscher Meister 1972 und 1973 |
| 1976–1978                     | Bernd Schuster          | Deutschland                 | Europameister 1980, Gewinner des Europapokals der Pokalsieger 1982, Spanischer Meister 1985, Spanischer Meister 1989, Spanischer Meister 1990                                                                                       |
| 1986–1987 1994–1995           | Roland Seitz            | Deutschland                 | Rheinlandpokal-Sieger 2010, 2011 und 2013 |
| 2008–2012                     | Andrew Sinkala          | Sambia                      | Deutscher Meister 2000, DFB-Pokal-Sieger 2000, DFL-Ligapokal-Sieger 1999, 2000 |
| 2012–2013                     | Giovanni Sio            | Frankreich Elfenbeinküste   | Schweizer-Cup-Sieger 2011, Schweizer Meister 2014 |
| 2002–2003                     | Joachim Stadler         | Deutschland                 | DFB-Pokal 1990 und DFB-Pokal 1995, Deutscher Meister 1991 |
| 2015–2019                     | Konstantinos Stafylidis | Griechenland                | Zweiter der U-19-Europameisterschaft 2012 |
| 2004–2005                     | Alexander Strehmel      | Deutschland                 | Deutscher Meister 1992 |
| 2012–2014                     | Matthias Strohmaier     | Deutschland                 | Regionalliga-Meister 2014 |
| 2007–2010                     | Imre Szabics            | Ungarn                      | Österreichischer Meister 2010 |
| 2012–2013                     | Somen Tchoyi            | Kamerun                     | Norwegischer Meister 2008, Österreichischer Meister 2009, 2010 |
| 2015–2016                     | Piotr Trochowski        | Deutschland                 | Vizeeuropameister 2008, WM-Dritter 2010, Europa-League-Sieger 2014, Deutscher Meister 2003, A-Junioren-Meister 2001, A-Junioren-Meister 2002                                                                                        |
| 2010–2017                     | Paul Verhaegh           | Niederlande                 | U-21-Europameister 2006, U-21-Europameister 2007, WM-Dritter 2014 |
| 2013                          | Panagiotis Vlachodimos  | Deutschland                 | Rookie of the Year (Griechenland) 2012, Meister U-19-Bundesliga Staffel Süd/Südwest 2010 |
| 1973–1976                     | Klaus Walleitner        | Deutschland                 | Europapokalsieger der Pokalsieger 1967, DFB-Pokal-Sieger 1967, Berliner Pokalsieger 1970 und 1971, Meister der Regionalliga Süd 1974                                                                                                |
| 2006–2008                     | Timo Wenzel             | Deutschland                 | Deutscher Vizemeister 2003, Zyprische Meisterschaft 2010, Zyprischer Fußballpokal 2011, Zyprischer Supercup 2010, UI-Cup-Sieger 2000, 2002                                                                                          |

## Erfolge
(seit Einführung der Gauligen 1933)

### Meisterschaften
Der Club war 3 × Meister der 2. Liga (1947/48, 1960/61, 1973/74), 6 × Meister der 3. Liga (1965/66, 1972/73, 1979/80, 1981/82, 1993/94, 2005/06) und 1 × Meister der 4. Liga (2001/02).

### Aufstiege
Der FC Augsburg war 1 × Aufsteiger in die Fußball-Bundesliga 2011/12, 5 × Aufsteiger der 2. Liga (1933/34, 1947/48, 1951/52, 1960/61, 2006/07), 5 × Aufsteiger der 3. Liga (1965/66, 1972/73, 1979/80, 1981/82, 2005/06) und 1 × Aufsteiger der 4. Liga (2001/02).

### Pokalsiege
Er war 1 × Bayerischer Pokalsieger (1950/51) und 13 × Schwäbischer Pokalsieger (1964/65, 1968/69, 1969/70, 1970/71, 1971/72, 1976/77, 1979/80, 1985/86, 1987/88, 1992/93, 1995/96, 1998/99, 2001/02).

### Teilnahmen
Der Club war 1 × Teilnehmer des DFB-Pokal-Halbfinals (2009/10) und 1 × Teilnehmer der Europa League (2015/16).

### Junioren-Meisterschaften
Die A-Junioren des FC Augsburg waren 1 × deutscher Meister (1992/93) sowie 1 × süddeutscher Meister (2021/22).

### Junioren-Pokalsiege
Ebenfalls waren sie 4 × DFB-Junioren-Pokalsieger (1990/91, 1991/92, 1993/94, 1994/95).

### Europapokalbilanz
| Saison  | Wettbewerb         | Runde             | Gegner              | Gesamt | Hin     | Rück    |
| ------- | ------------------ | ----------------- | ------------------- | ------ | ------- | ------- |
| 2015/16 | UEFA Europa League | Gruppenphase      | Athletic Bilbao     | 3:6    | 1:3 (A) | 2:3 (H) |
| 2015/16 | UEFA Europa League | Gruppenphase      | FK Partizan Belgrad | 4:4    | 1:3 (H) | 3:1 (A) |
| 2015/16 | UEFA Europa League | Gruppenphase      | AZ Alkmaar          | 5:1    | 1:0 (A) | 4:1 (H) |
| 2015/16 | UEFA Europa League | Sechzehntelfinale | FC Liverpool        | 0:1    | 0:0 (H) | 0:1 (A) |

Gesamtbilanz: 8 Spiele, 3 Siege, 1 Unentschieden, 4 Niederlagen, 12:12 Tore (Tordifferenz ±0)

## Mannschaften

### Erste Mannschaft

#### Kader 2025/26
- Stand: 13. August 2025[62]

Kapitän der Mannschaft ist Jeffrey Gouweleeuw. Seine Stellvertreter sind Phillip Tietz, Kristijan Jakić und Finn Dahmen.
| Nummer     | Name                  | Geburtsdatum       | Nationalität                 | im Klub seit | Vertrag bis |
| Tor        | Tor                   | Tor                | Tor                          | Tor          | Tor         |
| ---------- | --------------------- | ------------------ | ---------------------------- | ------------ | ----------- |
| 01         | Finn Dahmen           | 27. März 1998      | Deutschland                  | 2023         | 2027        |
| 22         | Nediljko Labrović     | 10. Oktober 1999   | Kroatien                     | 2024         | 2029        |
| 25         | Daniel Klein          | 13. März 2001      | Deutschland                  | 2021         | 2026        |
| Abwehr     |                       |                    |                              |              |             |
| 03         | Mads Pedersen         | 1. September 1996  | Danemark                     | 2019         | 2027        |
| 05         | Chrislain Matsima     | 15. Mai 2002       | Frankreich                   | 2024         | 2029        |
| 06         | Jeffrey Gouweleeuw    | 10. Juli 1991      | Niederlande                  | 2016         | 2026        |
| 13         | Dimitrios Giannoulis  | 17. Oktober 1995   | Griechenland                 | 2024         | 2028        |
| 16         | Cédric Zesiger        | 24. Juni 1998      | Schweiz                      | 2025         | 2029        |
| 23         | Maximilian Bauer      | 9. Februar 2000    | Deutschland                  | 2022         | 2027        |
| 27         | Marius Wolf           | 27. Mai 1995       | Deutschland                  | 2024         | 2027        |
| 31         | Keven Schlotterbeck   | 28. April 1997     | Deutschland                  | 2024         | 2027        |
| 40         | Noahkai Banks         | 1. Dezember 2006   | Vereinigte Staaten           | 2024         | 2029        |
| 41         | Felix Meiser U19      | 16. Januar 2007    | Deutschland                  | 2020         | 2027        |
| 43         | Oliver Sorg U19       | 31. Juli 2007      | Osterreich                   | 2025         |             |
| Mittelfeld |                       |                    |                              |              |             |
| 04         | Han-Noah Massengo     | 7. Juli 2001       | Frankreich                   | 2025         | 2030        |
| 08         | Elvis Rexhbeçaj       | 1. November 1997   | Kosovo                       | 2022         | 2026        |
| 10         | Arne Maier            | 8. Januar 1999     | Deutschland                  | 2021         | 2026        |
| 17         | Kristijan Jakić       | 14. Mai 1997       | Kroatien                     | 2024         | 2028        |
| 18         | Tim Breithaupt        | 7. Februar 2002    | Deutschland                  | 2023         | 2028        |
| 19         | Robin Fellhauer       | 21. Januar 1998    | Deutschland                  | 2025         | 2029        |
| 20         | Alexis Claude-Maurice | 6. Juni 1998       | Frankreich                   | 2024         | 2027        |
| 36         | Mert Kömür            | 17. Juli 2005      | Deutschland                  | 2019         | 2029        |
| 42         | Mahmut Küçükşahin     | 7. April 2004      | Turkei                       | 2022         | 2027        |
| Angriff    |                       |                    |                              |              |             |
| 07         | Yusuf Kabadayı        | 2. Februar 2004    | Deutschland                  | 2024         | 2028        |
| 09         | Samuel Essende        | 23. Januar 1998    | Kongo Demokratische Republik | 2024         | 2028        |
| 15         | Steve Mounié          | 29. September 1994 | Benin                        | 2024         | 2027        |
| 21         | Phillip Tietz         | 9. Juli 1997       | Deutschland                  | 2023         | 2027        |
| 26         | Elias Saad            | 27. Dezember 1999  | Tunesien                     | 2025         | 2029        |
| 28         | Aiman Dardari         | 21. März 2005      | Luxemburg                    | 2025         | 2029        |
| 29         | Kyliane Dong          | 27. September 2004 | Frankreich                   | 2025         | 2030        |

#### Transfers Saison 2025/26
| Zugänge           | Zugänge                         |
| Spieler           | Abgebender Verein               |
| Sommerpause 2025  | Sommerpause 2025                |
| ----------------- | ------------------------------- |
| Maximilian Bauer  | 1. FC Kaiserslautern (Leihende) |
| Tim Breithaupt    | 1. FC Kaiserslautern (Leihende) |
| Kyliane Dong      | ES Troyes AC                    |
| Robin Fellhauer   | SV Elversberg                   |
| Han-Noah Massengo | FC Burnley                      |
| Elias Saad        | FC St. Pauli                    |

| Abgänge            | Abgänge                        |
| Spieler            | Aufnehmender Verein            |
| Sommerpause 2025   | Sommerpause 2025               |
| ------------------ | ------------------------------ |
| Dion Beljo         | Dinamo Zagreb *                |
| Mërgim Berisha     | TSG 1899 Hoffenheim (Leihende) |
| David Čolina       | NK Osijek * (Leihe)            |
| Raphael Framberger | Karriereende                   |
| Robert Gumny       | Lech Posen                     |
| Lasse Günther      | SV Elversberg ***              |
| Fredrik Jensen     | Aris Saloniki                  |
| Henri Koudossou    | 1. FC Nürnberg (Leihe)         |
| Marcel Łubik       | Górnik Zabrze (Leihe) ****     |
| Nathanaël Mbuku    | HSC Montpellier (Leihe) *****  |
| Frank Onyeka       | FC Brentford (Leihende)        |
| Reece Oxford       | Vertragsende; Ziel unbekannt   |
| Patric Pfeiffer    | SV Darmstadt 98 ******         |

#### Trainerstab
| Name              | Funktion                  |
| ----------------- | ------------------------- |
| Sandro Wagner     | Cheftrainer               |
| Thomas Kasparetti | Co-Trainer                |
| Sven Palinkasch   | Co-Trainer                |
| Imre Szabics      | Co-Trainer                |
| Marco Langner     | Torwarttrainer            |
| David Binder      | Co-Trainer Individual     |
| Julian Lauer      | Co-Trainer Analyse        |
| Benedikt Brust    | Spiel- und Videoanalyst   |
| Felix Kling       | Spiel- und Videoanalyst   |
| Quirin Löppert    | Leiter Reha- und Athletik |
| Andreas Bäumler   | Reha- und Athletiktrainer |
| Christian Hahn    | Reha- und Athletiktrainer |
| Frank Roßner      | Reha- und Athletiktrainer |

#### Management und Betreuerstab (Auswahl)
| Name              | Funktion                           |
| ----------------- | ---------------------------------- |
| Michael Ströll    | Geschäftsführer                    |
| Benjamin Weber    | Sportdirektor                      |
| Manuel Baum       | Leiter Entwicklung- und Innovation |
| Philipp Dolla     | Teammanager                        |
| Salvatore Belardo | Zeugwart                           |

### Zweite Mannschaft

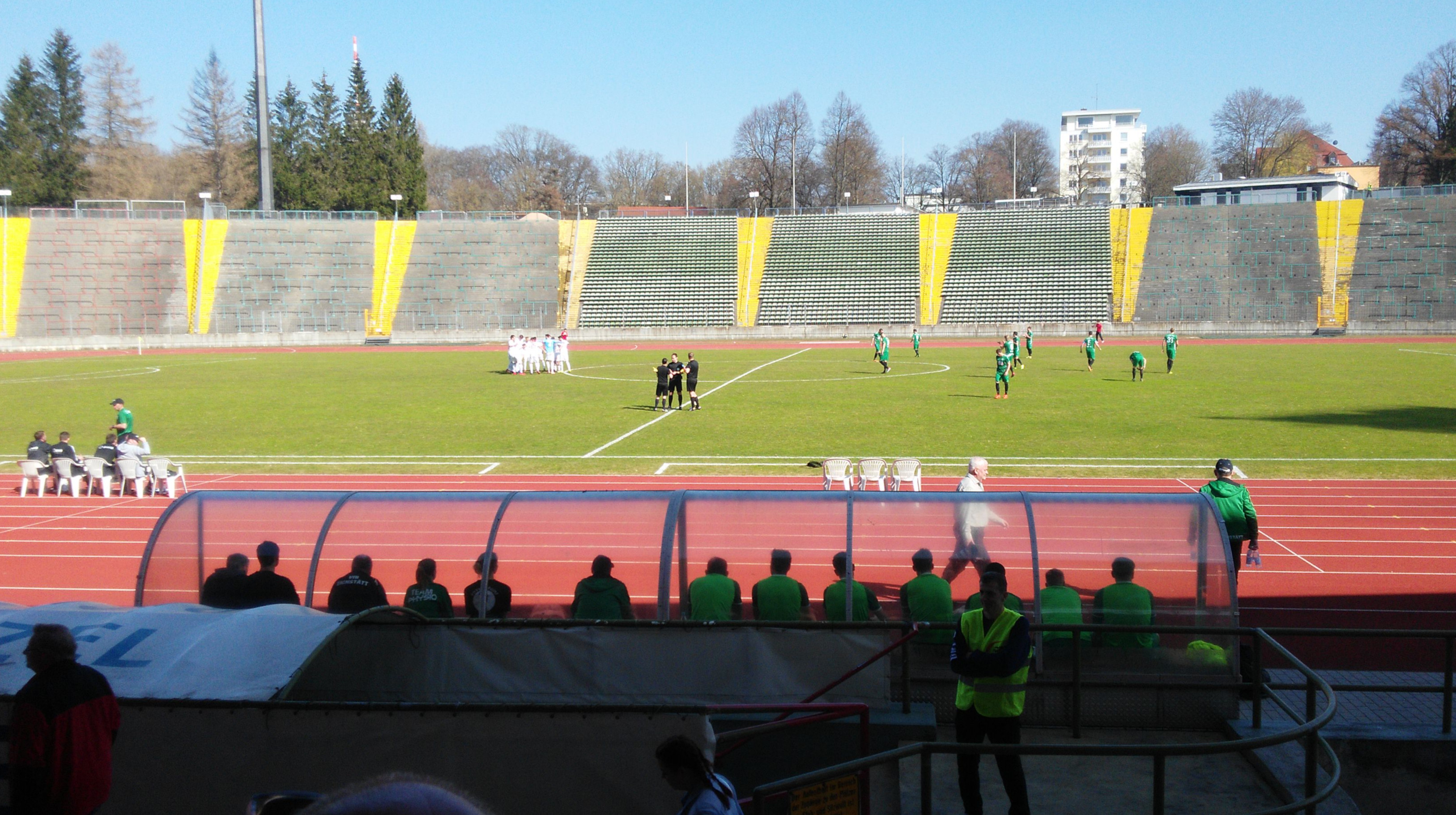
Szene unmittelbar vor dem Anstoß des Spiels der Fußball-Regionalliga Bayern zwischen der Zweiten Mannschaft des FC Augsburg und dem VfB Eichstätt (2:3) am 23. März 2019 im Rosenaustadion

#### Kader 2025/26
- Stand: 24. Juli 2025[64][65]

| Nummer     | Name                   | Geburtsdatum       | Nationalität | im Klub seit | Vertrag bis |
| Tor        | Tor                    | Tor                | Tor          | Tor          | Tor         |
| ---------- | ---------------------- | ------------------ | ------------ | ------------ | ----------- |
| 01         | Tobias Jäger           | 1. Februar 2005    | Deutschland  | 2024         | 2028        |
| 22         | Noah George            | 24. März 2006      | Deutschland  | 2025         | 2027        |
| Abwehr     |                        |                    |              |              |             |
| 02         | Lorenz Rachinger       | 19. Juni 2006      | Deutschland  | 2025         | 2027        |
| 03         | David Lichtensteiger   | 16. April 2005     | Deutschland  | 2024         | 2027        |
| 04         | Nick Rasoulinia        | 28. Oktober 2004   | Deutschland  | 2023         | 2026        |
| 19         | Lukas Aigner           | 19. April 1996     | Deutschland  | 2023         | 2027        |
| 23         | Louis Stegmiller       | 13. September 2006 | Deutschland  | 2025         | 2027        |
| 25         | Simon Mühlbauer        | 23. Mai 2005       | Deutschland  | 2024         | 2027        |
| 26         | Tim Hoops              | 14. Juli 2005      | Deutschland  | 2025         | 2026        |
| Mittelfeld |                        |                    |              |              |             |
| 06         | Dominik Lindermeir     | 13. Juni 2005      | Deutschland  | 2024         | 2026        |
| 07         | Kerim Yaman            | 29. April 2006     | Deutschland  | 2025         | 2028        |
| 08         | Franz Xaver Bleicher   | 18. März 2007      | Deutschland  | 2025         | 2026        |
| 11         | Moritz Kaube           | 22. Januar 2001    | Deutschland  | 2023         | 2026        |
| 18         | Jonas Ruf              | 17. August 2006    | Deutschland  | 2025         | 2027        |
| 21         | David Deger            | 13. Februar 2000   | Deutschland  | 2019         | 2026        |
| 24         | Constantin Kresin      | 12. Dezember 2005  | Deutschland  | 2024         | 2026        |
| 27         | Florian Hangl          | 7. April 2007      | Osterreich   | 2025         | 2027        |
| 28         | Hendrik Hofgärtner     | 17. Januar 1996    | Deutschland  | 2019         | 2026        |
| Angriff    |                        |                    |              |              |             |
| 09         | David Dreo             | 9. April 2006      | Serbien      | 2025         | 2027        |
| 10         | Aiman Dardari          | 21. März 2005      | Luxemburg    | 2025         | 2026        |
| 14         | Kevin Nana Motowilczuk | 28. Juni 2007      | Deutschland  | 2025         | 2026        |
| 17         | Mauro Hämmerle         | 17. Oktober 2007   | Osterreich   | 2025         | 2026        |
| 20         | Fynn Heinze            | 7. Juli 2006       | Deutschland  | 2024         | 2026        |

#### Trainerstab
| Name              | Funktion                   |
| ----------------- | -------------------------- |
| Markus Feulner    | Cheftrainer                |
| Dominik Reinhardt | Co-Trainer                 |
| Martin Weng       | Co-Trainer                 |
| Tomas Tomic       | Torwarttrainer             |
| Max Englaro       | Reha- und Athletik-Trainer |

### Frauen
| Mannschaft | Liga            |
| ---------- | --------------- |
| Frauen I   | Bezirksoberliga |
| Frauen II  | Kreisliga       |

### Junioren
| Mannschaft | Liga                  |
| ---------- | --------------------- |
| U19        | U19-DFB-Nachwuchsliga |
| U17        | U17-DFB-Nachwuchsliga |
| U16        | Bayernliga            |
| U15        | Regionalliga Bayern   |
| U14        | NLZ-Förderliga        |
| U13        | NLZ-Förderliga        |
| U12        | Bezirksoberliga       |
| U11        | Kreisliga             |

## Spielstätten

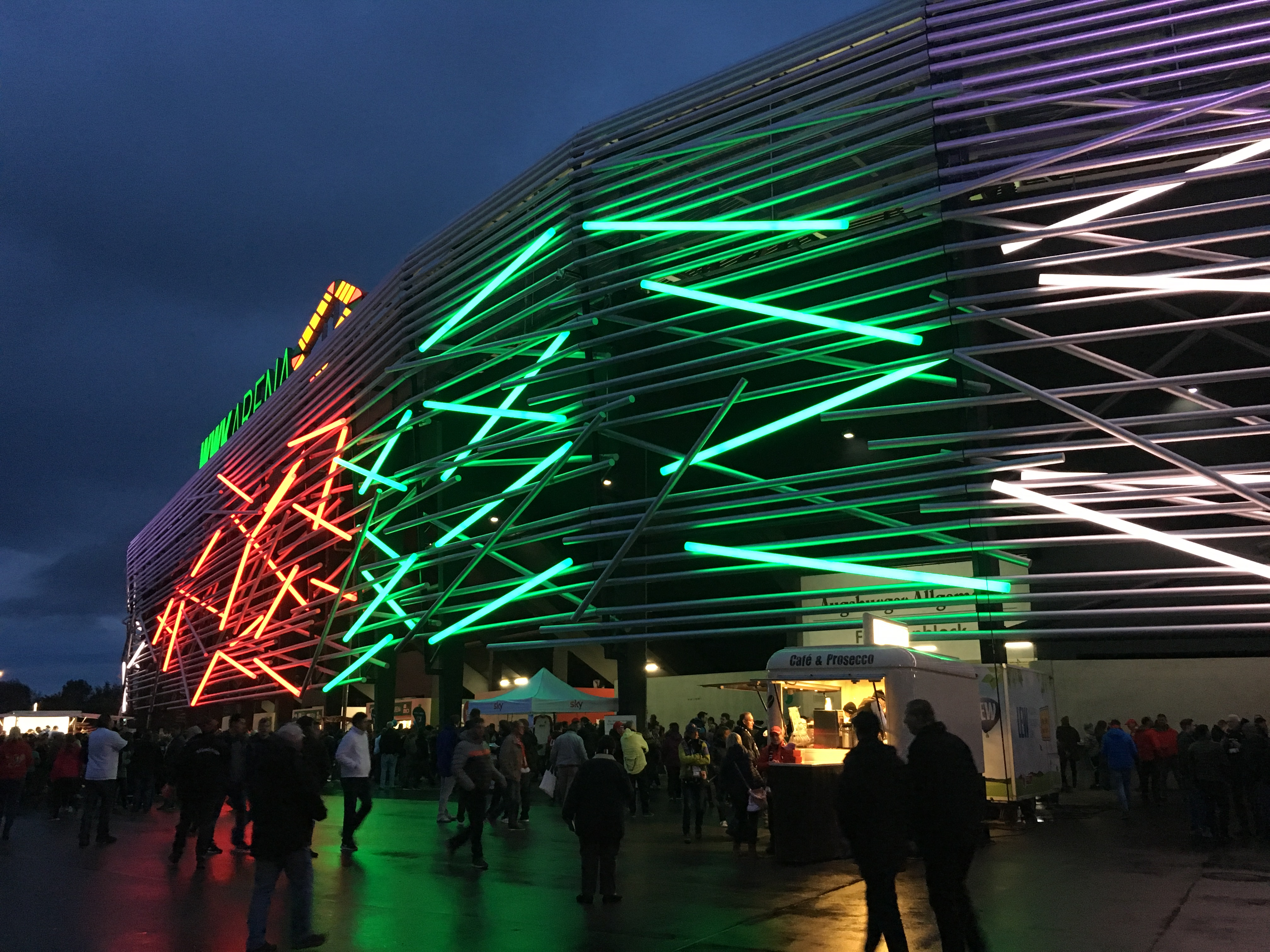
WWK-Arena

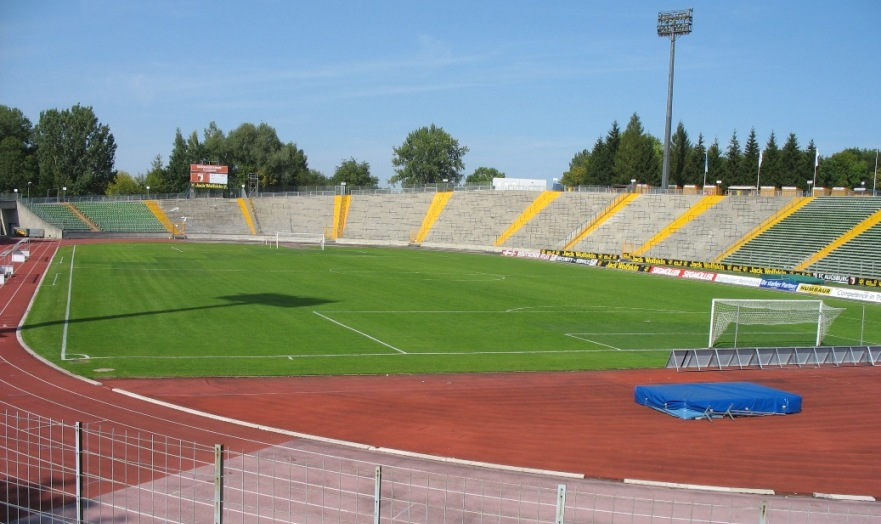
Rosenaustadion

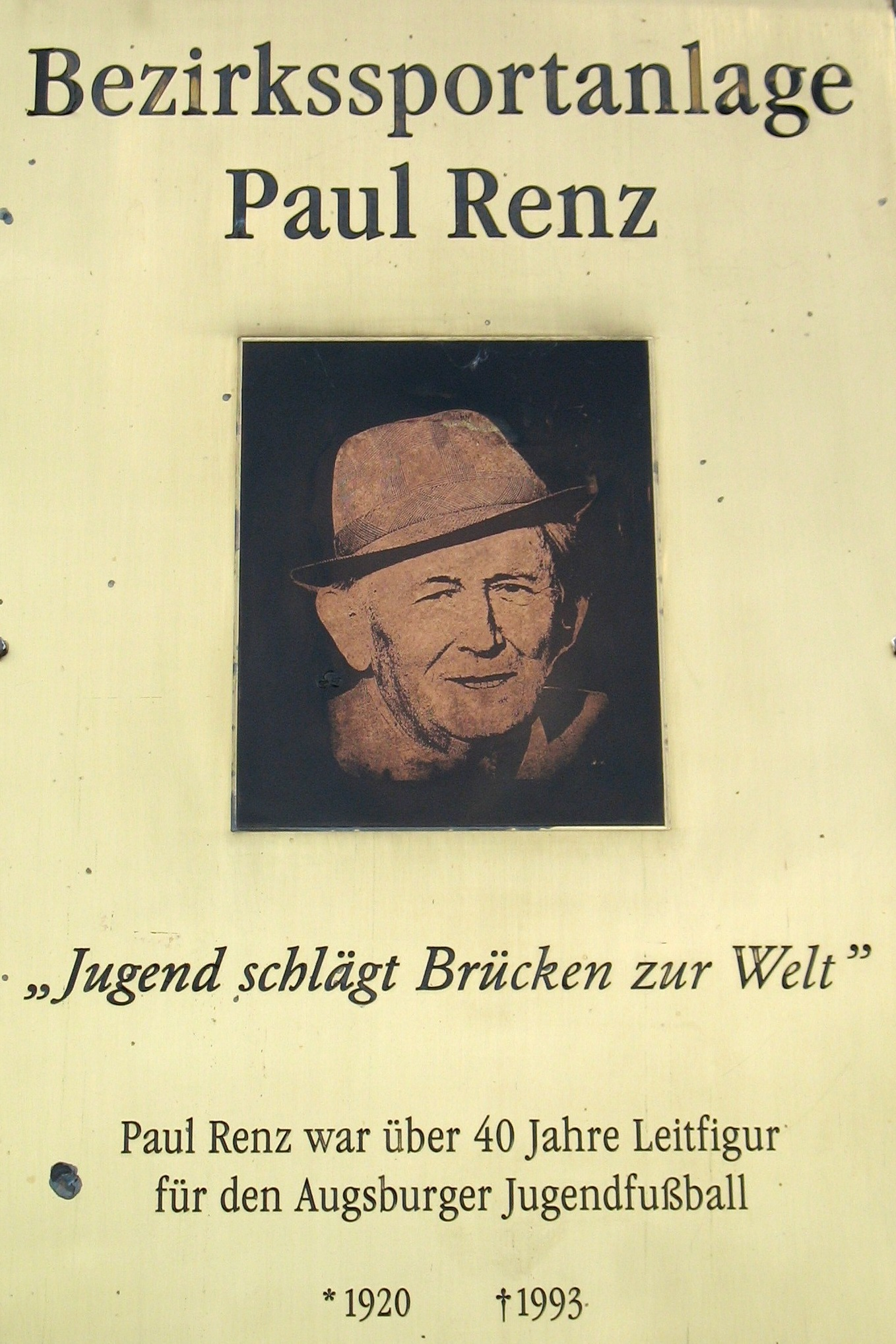
Gedenktafel für Paul Renz an der Bezirkssportanlage Paul Renz

### WWK-Arena
Seit dem Jahr 2009 trägt die erste Mannschaft des FCA ihre Heimspiele in der neu erbauten Fußballarena aus. Bei dieser handelt es sich um ein reines Fußballstadion mit einer Kapazität von 30.660 Plätzen.
Das Stadion wurde unter dem Namen Augsburg Arena geplant und erbaut, nach dem Verkauf der Rechte am Stadionnamen hieß es von 2009 bis 2011 impuls arena und von 2011 bis 2015 SGL arena. Derzeit trägt es den Namen WWK ARENA. Sie befindet sich zwischen den Augsburger Stadtteilen Göggingen und Universitätsviertel. Fans, die den Verkauf der Namensrechte ablehnen, bezeichnen die Arena auch als Schwabenstadion, Medien bezeichneten die Arena aufgrund der bedingungslosen Unterstützung der Fans bereits als „Anfield Road an der B17“.
Der Bau der Arena begann im Jahr 2007 und kostete rund 45 Millionen €. Die Kosten trugen eine Investorengruppe um den damaligen FCA-Präsidenten Walther Seinsch und der Freistaat Bayern, zusätzlich wurde ein Kredit in Höhe von 15 Millionen € aufgenommen. Die Stadt Augsburg stellte das Grundstück zur Verfügung und investierte rund 13 Millionen € in die notwendige Infrastruktur. Aus Kostengründen musste der FCA auf den Bau der geplanten Glasfassade verzichten, stattdessen wurden ein Modell mit beleuchtbaren Aluminiumrohren, ein Modell mit einer Stahlseil-Konstruktion und ein Modell mit Photovoltaik-Modulen geprüft. Am 26. Juli 2009 wurde die Arena mit einem Spiel zwischen dem FCA und einer Schwaben-Auswahl eröffnet, das der FCA mit 2:0 gewann. Im Jahr 2011 wurde der FCA schließlich ganz von der Pflicht eine Fassade zu errichten entbunden.
Mit finanzieller Unterstützung der WWK Versicherungsgruppe wurde schließlich doch eine Fassade errichtet, die im September 2017 fertig gestellt wurde. Die neue Außenfassade ist ein Geflecht aus aluminiumeloxierten Einzelstäben. Die Beleuchtung erfolgt mit in die Fassade integrierten LED-Stäben und -Strahlern. Seit September 2017 erstrahlt die Fassade in Rot, Grün und Weiß, nach einem Heimsieg in Grün.
Die Arena war Austragungsort eines Länderspiels der deutschen Fußballnationalmannschaft der Männer (Deutschland – Slowakei), der deutschen Fußballnationalmannschaft der Frauen, mehrerer Spiele der U-20-Fußball-Weltmeisterschaft der Frauen 2010, des DFL-Supercups 2010 sowie mehrerer Spiele der Fußball-Weltmeisterschaft der Frauen 2011.

### Rosenaustadion
Von 1951 bis 2009 trug die erste Mannschaft des FCA ihre Heimspiele im Rosenaustadion im Augsburger Antonsviertel aus, derzeit ist das Rosenaustadion Spielort der zweiten Mannschaft und der A-Junioren. Beim Rosenaustadion handelt es sich um ein Mehrzweckstadion mit Leichtathletikanlage in klassischer Ellipsenform mit einer derzeitigen Kapazität von 28.000 Plätzen.
Das Wort „Rosenau“ setzt sich aus den Wörtern „Rösse“, einer Bezeichnung für die ehemaligen Wasserarme der Wertach, und „Au“, einer Bezeichnung für eine von wechselndem Hoch- und Niedrigwasser geprägte Niederung entlang eines Flusses, zusammen und bezeichnet das Gelände, auf dem das Rosenaustadion erbaut wurde.
Der Bau des Stadions begann im Jahr 1949 und kostete rund 1,5 Millionen DM. Die Kosten trug die Stadt Augsburg. Die Gegengerade des Stadions wurde auf einem Trümmerberg errichtet, später folgte die Haupttribüne. Am 16. September 1951 wurde das Stadion offiziell eröffnet.
Das Stadion war Austragungsort mehrerer Leichtathletik-Länderkämpfe, mehrerer Länderspiele der deutschen Fußballnationalmannschaft der Männer, mehrerer Feldhandball-Länderspiele, zweier deutscher Leichtathletik-Meisterschaften, des DFB-Pokalfinales 1957, mehrerer Spiele des olympischen Fußballturniers 1972 sowie eines Länderspiels der deutschen Fußballnationalmannschaft der Frauen.

### Bezirkssportanlage Paul Renz
Von 1958 bis 2012 nutzte die erste Mannschaft des FCA die Bezirkssportanlage im Stadtteil Augsburg-Oberhausen als Trainingsgelände. Derzeit ist die Bezirkssportanlage Paul Renz Spielort der B- bis E-Junioren sowie Standort des Nachwuchsleistungszentrums. Sie war außerdem Sitz der Geschäftsstelle.
Bei der Bezirkssportanlage Paul Renz handelt es sich um eine Sportanlage mit drei Fußballplätzen und einem Kunstrasenplatz, die Tribünen am Hauptfeld haben eine Kapazität von 10.000 Plätzen. Die Sportanlage wurde im Jahr 1958 unter dem Namen Bezirkssportanlage Nord eingeweiht. Im Jahr 1994 wurde sie nach Paul Renz, der von 1953 bis 1990 Jugendleiter des FCA war, umbenannt.

### Weitere Spielorte
Weitere Spielorte sind die Bezirkssportanlage Karl Mögele (Frauen I) und die Bezirkssportanlage Süd (Frauen II und B- bis D-Juniorinnen). Früher wurde zudem v. a. für die Jugendabteilung auch das Ernst-Lehner-Stadion genutzt.

## Anhängerschaft

### Zuschauer und Mitglieder
| Zuschauerzahlen         | Zuschauerzahlen  | Zuschauerzahlen | Zuschauerzahlen |
| Saison                  | Zuschauerschnitt | ausverkauft     |                 |
| ----------------------- | ---------------- | --------------- | --------------- |
| 2000/01                 | .00563           | 0               |                 |
| 2001/02                 | .00986           | 0               |                 |
| 2002/03                 | 02.145           | 0               |                 |
| 2003/04                 | 02.800           | 0               |                 |
| 2004/05                 | 04.323           | 0               |                 |
| 2005/06                 | 04.526           | 0               |                 |
| 2006/07                 | 16.812           | 02              |                 |
| 2007/08                 | 17.206           | 01              |                 |
| 2008/09                 | 15.577           | 01              |                 |
| 2009/10                 | 18.329           | 01              |                 |
| 2010/11                 | 20.481           | 03              |                 |
| 2011/12                 | 30.259           | 10              |                 |
| 2012/13                 | 29.078           | 06              |                 |
| 2013/14                 | 29.295           | 06              |                 |
| 2014/15                 | 29.163           | 05              |                 |
| 2015/16                 | 29.017           | 04              |                 |
| 2016/17                 | 28.172           | 05              |                 |
| 2017/18                 | 28.238           | 03              |                 |
| 2018/19                 | 28.623           | 05              |                 |
| 2019/20                 | 20.256           | 02              |                 |
| 2020/21                 | 06.000           | 0               |                 |
| 2021/22                 | 15.197           | 0               |                 |
| 2022/23                 | 27.956           | 07              |                 |
| 2023/24                 | 29.144           | 06              |                 |
| 2024/25                 | 29.923           | 10              |                 |
| Quelle: weltfussball.de |                  |                 |                 |

In den 1970er-Jahren löste die Rückkehr von Helmut Haller zum FCA den ersten großen Zuschauerboom in Augsburg aus. So fand das Regionalderby des FCA beim TSV 1860 München in der Saison 1973/74 vor mehr als 90.000 Zuschauern statt, was bis heute als Zuschauerrekord bei einem Zweitliga-Spiel gilt. Das Münchner Olympiastadion wurde kurz nach Anpfiff von tausenden Fans gestürmt, dabei wurden 136 Personen verletzt. Aus derselben Saison stammt auch der Zuschauerrekord bei einem Heimspiel des FCA: Das Spiel gegen den 1. FC Nürnberg im Rosenaustadion besuchten 42.000 Zuschauer. Im Schnitt kamen in dieser Saison mehr als 20.000 Zuschauer zu den Heimspielen des Vereins.
Bedingt durch die zunehmende Erfolglosigkeit des FCA gingen die Zuschauerzahlen in den 1980er- und 1990er-Jahren deutlich zurück. So pendelte sich der Zuschauerschnitt in dieser Zeit bei etwa 2.000 Zuschauern pro Spiel ein. Für reges Interesse sorgte dagegen das Finale um die deutsche Meisterschaft der A-Junioren 1992/93 im Rosenaustadion, als zum Spiel der FCA-Junioren etwa 12.000 Zuschauer kamen, was zur damaligen Zeit einen Rekord im Jugendfußball darstellte.
Mit den zunehmenden Erfolgen des FCA stiegen die Zuschauerzahlen in den 2000er-Jahren wieder rasant an: Während in der ersten Bayernliga-Saison 2000/01 im Schnitt noch etwa 500 Zuschauer zu den Heimspielen des Vereins kamen, waren es in der ersten Regionalliga-Saison 2002/03 bereits ungefähr viermal so viele. Zur ersten Saison in der 2. Bundesliga 2006/07 waren es durchschnittlich mehr als 12.000 Zuschauer, seit dem Aufstieg in die Bundesliga im Jahr 2011 lag der Zuschauerschnitt jeweils zwischen 26.000 und 30.000 Zuschauern pro Spiel.
Parallel zur steigenden Auslastung der Stadionkapazität nahm auch die Anzahl verkaufter Dauerkarten deutlich zu: Für die Saison 2006/07 verkaufte man noch etwa 6.000 Dauerkarten, für die Saison 2011/12 verkaufte man bereits knapp 18.000 Dauerkarten.
Die Zahl der Mitglieder stieg in den 2000er-Jahren ebenfalls deutlich an: Waren es im Jahr 2006 noch rund 1.000 Mitglieder, so waren es nur fünf Jahre später bereits ungefähr zehnmal so viele. Ende Oktober 2024 erreichte der Verein die Marke von 25.000 Mitgliedern. Anfang Februar 2025 wurden 27.000 Mitglieder erreicht.

### Gruppen und Organisationen

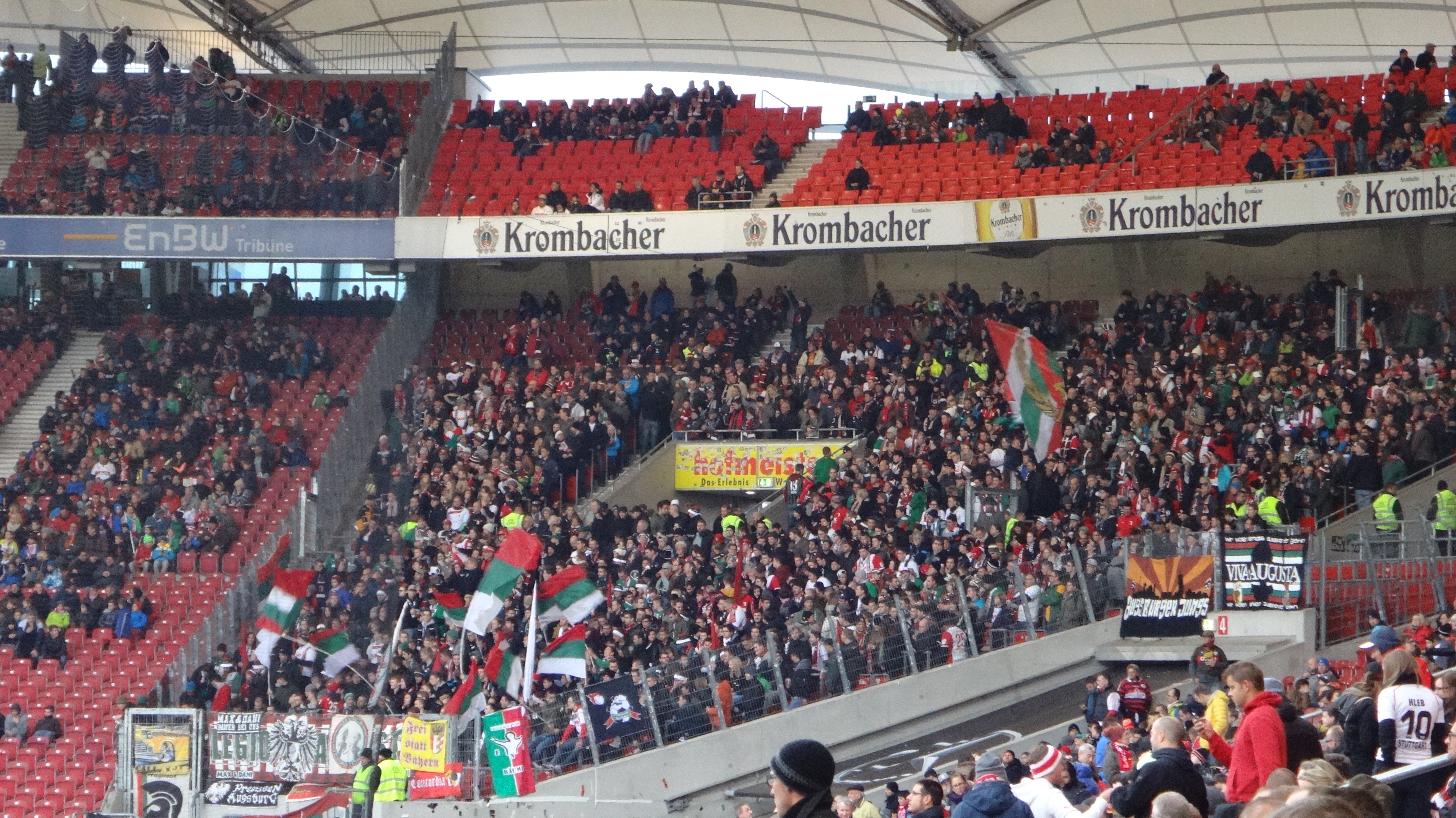
Fans des FC Augsburg

Die älteste Fangruppe sind die Augsburger Jungs, die im Jahr 2000 gegründet wurden. Die führende Ultragruppe ist die Legio Augusta, die im Jahr 2007 gegründet wurde, nachdem die Vorgängergruppe namens Rude Boys Augsburg nach einem Bannerverlust an die Mainzer Ultras noch im selben Jahr aufgelöst worden war.
Mit der Szene Fuggerstadt und dem M-Block-Kollektiv gibt es zwei Organisationen, die die Zusammenarbeit und den Zusammenhalt innerhalb der aktiven Szene fördern wollen und immer wieder verschiedene Aktionen durchführen.

### Fanprojekt und Augsburg Calling
Das Augsburger Fanprojekt, zu dessen Aufgaben die Beratung und Betreuung von Fans sowie die Organisation von Präventionsangeboten und die Vermittlung in Konfliktfällen zählen, wurde im Jahr 2007 gegründet. Träger des Fanprojekts ist der Augsburger Stadtjugendring.
Im selben Jahr rief Gerhard „General“ Seckler die Faninitiative Augsburg Calling ins Leben, deren Ziel es ist, die friedliche Begegnung von FCA- und Gästefans zu ermöglichen. Der Name des Projekts geht auf den Song London Calling der Band The Clash zurück. Im Rahmen der Initiative organisiert Seckler Rockkonzerte und andere Veranstaltungen für FCA- und Gästefans. Im Gegenzug wurden die Augsburger Fans bereits mehrmals beim Rückspiel zum „Recall“ eingeladen. Das Projekt wurde im Jahr 2014 durch die Deutsche Fußball-Liga mit einer Rekordsumme von 50.000 € gefördert. Als im Jahr 2017 erstmals auch Anhänger des unbeliebten Klubs RB Leipzig nach Augsburg eingeladen wurden, sorgte dies für Kritik aus den eigenen Reihen.

### Freundschaften und Rivalitäten
Einige Fangruppen des FCA pflegen eine Freundschaft zu den Anhängern der Würzburger Kickers. Beide Vereine wurden im Jahr 1907 gegründet. Zum 10-jährigen Jubiläum der Fanfreundschaft gewann der FCA ein Testspiel am 14. Juli 2018 gegen die Kickers vor 1.907 Zuschauern mit 2:0.
Des Weiteren gibt es freundschaftliche Beziehungen zu der Anhängerschaft des SC Austria Lustenau. So besuchen regelmäßig Fans der Austria Spiele des FCA und umgekehrt.
Die Spiele zwischen dem FCA und dem TSV Schwaben Augsburg gelten als bedeutendste Augsburger Stadtderbys. Bis zur Fusion des BCA mit der Lizenzspieler-Abteilung der Schwaben zum FCA im Jahr 1969 konkurrierten die beiden Vereine um die Stellung als Nummer eins der Stadt. Seitdem kam es nur noch selten zu Aufeinandertreffen des FCA mit den Schwaben, deren Fußballabteilung sich verpflichtet hat, einen Aufstieg in den Profifußball für die Zukunft auszuschließen. Das letzte Ligaspiel zwischen dem FCA und den Schwaben in der Bayernliga-Saison 2000/01 gewannen die Schwaben mit 2:1.
Die Spiele zwischen dem FCA und dem TSV 1860 München gelten als bedeutendste Regionalderbys für den FCA. Bereits in den 1930er-Jahren entwickelte sich zwischen dem BCA und den „Sechzigern“ eine sportliche Rivalität. Die Rivalität wird verschärft durch historische, kulturelle und politische Spannungen zwischen Schwaben und Bajuwaren, die von den jeweiligen Fanszenen besonders betont werden. So fiel der heutige Regierungsbezirk Schwaben erst durch den Reichsdeputationshauptschluss im Jahr 1803 an Bayern, dementsprechend gibt es große kulturelle Unterschiede zwischen den Städten westlich und östlich des Lechs. Auch die schwache Repräsentation Schwabens in der bayerischen Landeshauptstadt München trägt zum Spannungsverhältnis bei. Während man beim FCA vor allem die im Vergleich zu München lange Geschichte Augsburgs betont, betonen die „Sechzger“ besonders die im Vergleich zum FCA lange Geschichte ihres Vereins. Weiteren Anlass zu Provokationen boten zudem immer wieder vereinspolitische Entwicklungen bei beiden Vereinen, etwa der Einstieg des Investors Walther Seinsch beim FCA im Jahr 2000, die Inhaftierung des Sechzger-Präsidenten Karl-Heinz Wildmoser im Jahr 2003, der Verkauf aller Stadienanteile der „Sechzger“ an deren Stadtrivalen FC Bayern München im Jahr 2006 oder der Einstieg des jordanischen Investors Hasan Ismaik bei den „Sechzgern“ im Jahr 2011. Das letzte Ligaspiel zwischen den „Sechzigern“ und dem FCA in der 2. Bundesliga 2010/11 gewann der FCA mit 2:0.
In der jüngeren Vergangenheit hat sich eine Antipathie gegenüber den Fans von Mainz 05 entwickelt, was mitunter zu Ausschreitungen führte. Dies geht jedoch relativ einseitig von der aktiven Augsburger Fanszene seit einem Bannerverlust an die Mainzer Ultras im Jahr 2007 aus. Auch zu den Anhängern einiger anderer Vereine bestehen vereinzelte Rivalitäten. So beispielsweise – aufgrund der regionalen Nähe – zu den Fans des FC Ingolstadt 04.

## Filme
- FC Augsburg: Jos, we can! Augsburg 2011.
- FC Augsburg: #KEINESAU. Augsburg 2016.
- FC Augsburg: Mehr als nur 90 Minuten. Augsburg 2018.

## Sonstige Abteilung
Seit der Saison 2018/19 nimmt der FC Augsburg an der Virtual Bundesliga (VBL) im E-Sport teil. Das Team besteht aus insgesamt fünf Mitgliedern. Den bisher größten Erfolg für den FCA holte Teammitglied Yannic Bederke, der 2020 die Deutsche Einzelmeisterschaft gewann.

## Ehemalige Abteilungen
Früher gab es auch noch die Sparten Handball, Leichtathletik und Volleyball. Die Entstehungsgeschichte dieser Sportabteilungen begann beim BC Augsburg.

### Handball
Die FCA-Handballer spielten in der dritthöchsten Liga und brachten mit Erhard Wunderlich einen echten Weltstar hervor.

#### Erfolge
- Bayerischer Vizemeister (3. Liga) 1977, 1978
- Aufstieg in die Bayernliga (3. Liga) 1969, 1976
- Südbayerischer Verbandsligameister 1976